# 新快速
新快速（しんかいそく）は、日本国有鉄道（国鉄）が近畿圏の東海道本線・山陽本線などと阪和線で運転を開始し、現在は西日本旅客鉄道（JR西日本）の京阪神地区と、東海旅客鉄道（JR東海）の名古屋地区で運行されている快速列車で、普通列車の種別の一つである。
一般的な快速より停車駅が少ない列車種別であり、車両が新しいことを意味するものではない。私鉄における特別料金不要の特急や快速急行・急行に相当する列車で、京阪神地区と名古屋地区で列車の性格が大きく異なっている。

## 近畿地区（JR西日本）

### 東海道本線・山陽本線・北陸本線・赤穂線・湖西線

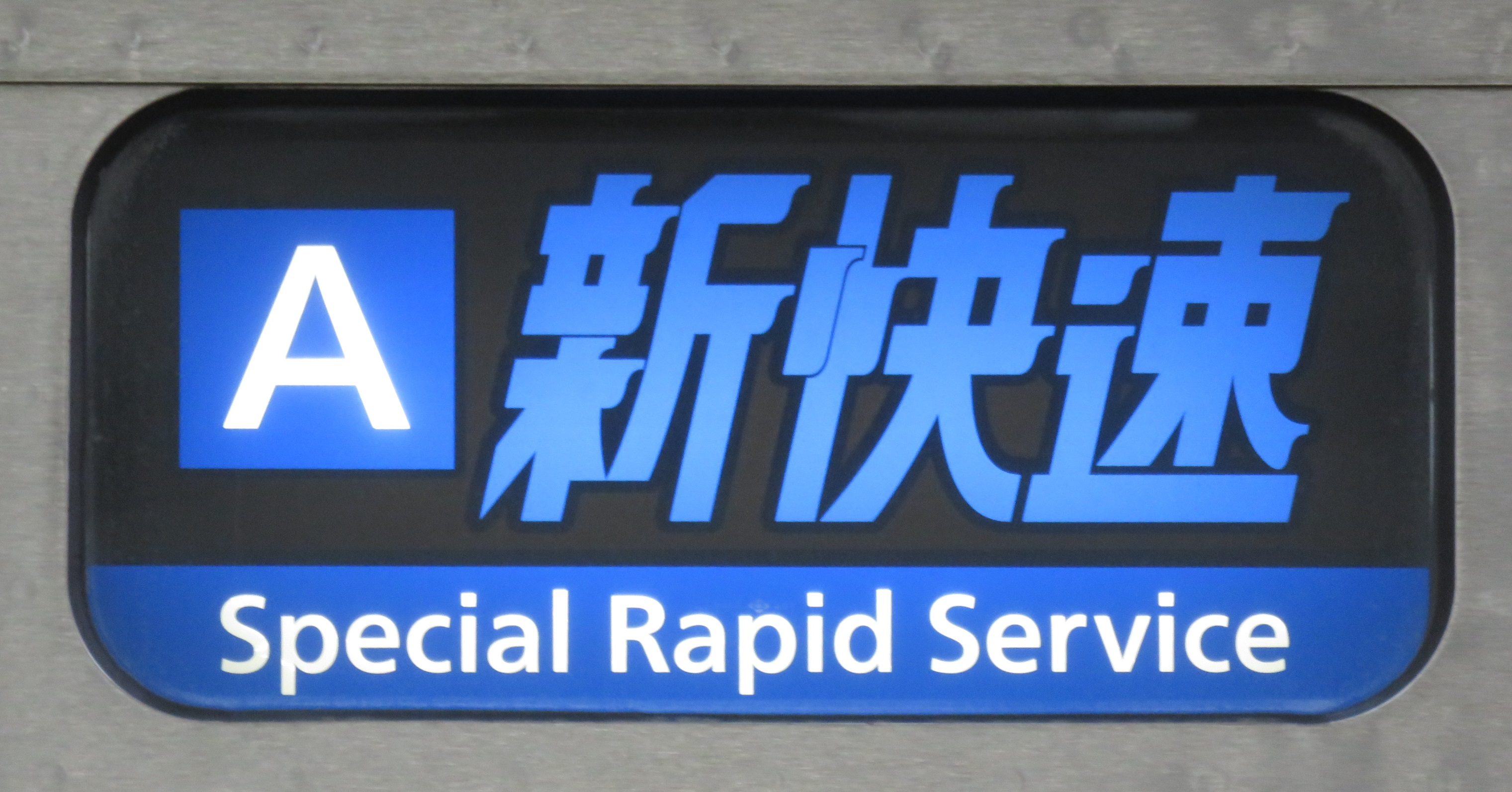
種別表示（幕式）
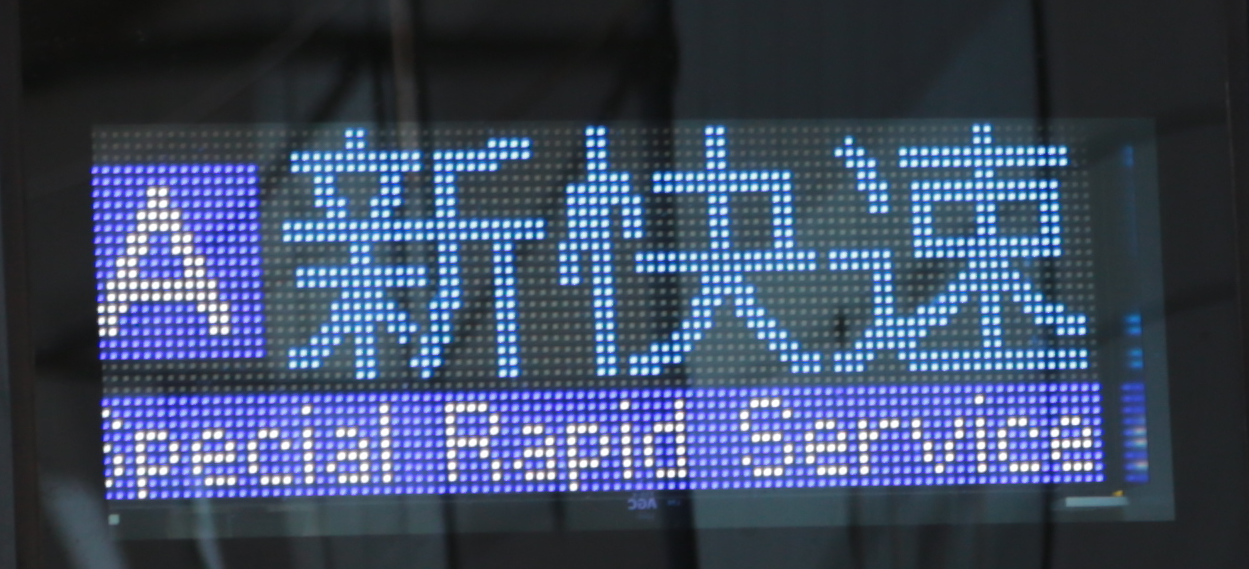
種別表示（LED式）

#### 概要
1970年10月1日に国鉄が京阪神地区（関西エリア）の東海道本線・山陽本線（琵琶湖線・JR京都線・JR神戸線）系統で運行を開始した。特別料金不要の快速列車の種別の一つで、都市間輸送（インターアーバン）の基軸を担う最速達列車である。関西の発展とともに運転区間の延長、車両の刷新などを繰り返し、現在はJR西日本のアーバンネットワーク（京阪神エリア）の区間を超えて、北陸本線敦賀駅 - 米原駅間、東海道本線米原駅 - 神戸駅間、山陽本線神戸駅 - 上郡駅間、赤穂線相生駅 - 播州赤穂駅間、および湖西線全線で運行される。
草津駅 - 西明石駅間の日本最長距離（120.9km）の複々線を生かした相互接続や京阪神圏外への直通運転、早朝から深夜までのフリークエントサービスなどのダイヤ面での工夫、特急列車に匹敵する最高130km/hによる高速運転、転換クロスシートを配した落ち着いたデザインの内装などが利用客に支持され、「私鉄王国」と呼ばれる関西において、あたかも路線名や列車愛称名のように「新快速」として親しまれる、JR西日本の看板列車である。
新快速の速達性と利便性は、京都市・大阪市と兵庫県南東部の神戸市や滋賀県の大津市・草津市との結びつきを強めただけでなく、明石市や滋賀県の湖南・湖東エリアにまで波及し、京阪神のベッドタウンとしての発展に寄与した。特に草津市の請願駅である南草津駅では、駅周辺の発展に伴う地元の要望の高まりにより、2011年春に新快速の停車が実現し、2014年度には乗降客数が草津駅を抜いて滋賀県内1位となった。
当初、大阪鉄道管理局は首都圏の中央線に倣って「特別快速」として国鉄本社の許可も得ていたが、運転開始の直前に「フレッシュさを出したい」という理由で「新快速」に改めた。英語表記は、特別快速を意味する"Special Rapid Service"である。1990年代途中までは「新快速」を直訳した "New Rapid Service" であった。
2017年3月4日のダイヤ改正からは、路線記号の導入に伴い、湖西線経由の列車は上り（近江今津・敦賀方面行き）のみ水色のラインカラーに湖西線の路線記号 "B" を表示した種別幕が、それ以外の列車（湖西線経由の下り（姫路方面行き）も含む）は青色のラインカラーに北陸本線・東海道本線・山陽本線・赤穂線の路線記号 "A" を表示した種別幕が使用されている。2019年より、有料座席サービス「Aシート」が一部列車に導入された（後述）。
2020年10月1日に運行50周年を迎えた際には、それを記念した各種イベントも実施された。京都鉄道博物館の岡本健一郎学芸員は「新快速の登場で『関西圏』の枠組みが広がった。鉄道という公共交通機関の力を、分かりやすい形で発揮した電車ではないか」と語った。

### 停車駅
定期ダイヤにおける停車駅は以下の通り。なお = で示した駅間は互いに隣接しており、通過駅はない。
北陸本線・東海道本線・山陽本線・赤穂線（琵琶湖線・JR京都線・JR神戸線の愛称区間を含む）
敦賀駅 = 新疋田駅 = 近江塩津駅 = 余呉駅 = 木ノ本駅 = 高月駅 = 河毛駅 = 虎姫駅 = 長浜駅 = 田村駅 = 坂田駅 = 米原駅 = 彦根駅 - 能登川駅 - 近江八幡駅 - 野洲駅 = 守山駅 - 草津駅 = 南草津駅 - 石山駅 - 大津駅 = 山科駅 = 京都駅 - 高槻駅 - 新大阪駅 = 大阪駅 - 尼崎駅 - 芦屋駅 - 三ノ宮駅 - 神戸駅 - 明石駅 = 西明石駅 - 加古川駅 - 姫路駅 = 英賀保駅 = はりま勝原駅 = 網干駅 = 竜野駅 = 相生駅 = 西相生駅 = 坂越駅 = 播州赤穂駅
山陽本線
（姫路方面）- 相生駅 = 有年駅 = 上郡駅
北陸本線・湖西線
敦賀駅 = 新疋田駅 = 近江塩津駅 = 永原駅 = マキノ駅 = 近江中庄駅 = 近江今津駅 = 新旭駅 = 安曇川駅 = 近江高島駅 = 北小松駅 = 近江舞子駅 - 堅田駅 - 比叡山坂本駅 - 大津京駅 = 山科駅 - （大阪・姫路方面）
北陸本線・湖西線内では快速列車として運転し、京都以西で種別を新快速に変更する列車もある（快速の場合はおごと温泉駅にも停車）。なお列車番号は種別を変更する駅ではなく近江今津駅で切り替わる。

上記のほか、通常停車しない駅へ臨時停車する場合や、逆に臨時列車が一部の駅を通過する場合などがある。

#### 運行形態
新快速は当初、さらなる速達サービスの提供を目的に、京都駅 - 西明石駅間に1日6往復が設定された。途中停車駅は新幹線駅の設置予定がない大阪駅・三ノ宮駅・明石駅のみとした。将来の増発に際して、大阪駅・京都駅ともに0・15・30・45分発のパターンダイヤとするため、新大阪駅は通過していた。その利便性が支持され、沿線のまちづくりとともに増発や停車駅の追加、運転区間の延長を重ねてきた。
2022年3月12日現在の運転区間は、敦賀駅 - 北陸本線・琵琶湖線経由または湖西線経由 - 播州赤穂駅・上郡駅間である。敦賀駅 - 播州赤穂駅間（275.5km）を米原駅（琵琶湖線）経由で走る新快速は、在来線の普通列車で国内最長の運行距離を誇る。
快速列車の一種であるものの、原則として複々線区間のうち西明石駅 - 京都駅間では、特急列車や貨物列車が使用する外側線・列車線（急行線）を走行する。大阪駅 - 三ノ宮駅間（30.6km）を21分、大阪駅 - 京都駅間を28分（42.8km）で結び、大阪駅 - 京都駅間の表定速度は91.7km/hに達する。
大阪駅を日中に発着する時間帯における1時間あたりの運転本数は、神戸・姫路方面が大阪駅 - 姫路駅間で4本である。京都・米原・敦賀方面は大阪駅 - 山科駅間で4本、山科駅 - 草津駅間で3本、草津駅 - 野洲駅間で2本、野洲駅 - 米原駅間で1本、米原駅 - 近江塩津駅間で1本、敦賀駅発着（湖西線経由）が1本である。平日の朝ラッシュ時は姫路・神戸方面と京都方面の双方から大阪駅に向けて8分間隔で運行されている。夕方ラッシュ時は大阪発で18時台において、神戸・姫路方面が8本、京都方面が7本（7分30秒間隔）となる。朝夕ラッシュ時点の運転間隔が短くなっているのは、JR京都線・神戸線を直通する列車に加え、大阪駅が始発駅・終着駅となる列車が入るからである。
敦賀駅に乗り入れる新快速は、朝晩は米原駅経由、日中は湖西線経由で運転されている。近江塩津駅で折り返す列車は米原駅を経由する。しかしながらその反面、一例として2006年10月21日の敦賀駅までの直流化開業と同時に設定された敦賀発米原経由播州赤穂行きなど、主要区間を12両編成で運転している列車を中心に、後述の通りホーム有効長の関係で分割併結作業を必要とするため、列車によっては始発駅から終着駅までの全区間を直通運転できないものが最低でも1日1本は発生するようになった。また2011年3月12日のダイヤ改正で日中の一部に敦賀駅 - 播州赤穂駅間の系統（湖西線経由）が設定された。
2008年3月15日改正時点での日中の平均所要時間は、長浜駅 - 大阪駅間が91分、近江今津駅 - 大阪駅間が78分、京都駅 - 大阪駅間が28分、大阪駅 - 三ノ宮駅間が20分、大阪駅 - 姫路駅間が61分となっている。通過運転を行う米原駅 - 姫路駅間198.4 kmの表定速度は約83 km/hである。同区間はJR各社の在来線の中でも特に線形や設備が良いこともあり、この数字は、東日本旅客鉄道（JR東日本）首都圏の特急列車の表定速度（おおむね65 - 90km/h）とほぼ同程度である。
全列車が223系1000・2000番台、225系0・100番台で、最長12両で運転されている。ただし、ホーム有効長の関係から12両で運転可能なのは近江今津駅・米原駅 - 上郡駅間のみで、北陸本線長浜駅 - 敦賀駅間と湖西線永原駅 - 近江塩津駅間は4両、それ以外の区間は8両に制限される。そのため、近江今津駅・米原駅・京都駅・姫路駅・網干駅（併結のみ）で12両編成や8両編成の分割併結作業がある。
2011年3月12日のダイヤ改正から、土休日ダイヤでは米原駅・近江今津駅 - 姫路駅間のすべての新快速が12両編成に増強され、平日ダイヤも12両編成で運転される列車が大幅に増加した（このため新旭駅のホーム有効長の延長工事が行われ、湖西線内も12両運転が可能となった）。これは5月4日の大阪ステーションシティのグランドオープンにより、大阪駅の利用増が予想されるための更なる需要喚起および混雑緩和策である。更に2017年3月4日のダイヤ改正から米原駅 - 姫路駅間で終日12両運転を実現している。
12両編成での最長運転列車は、琵琶湖線系統（A）が米原駅 - 上郡駅間の233.7 km、湖西線系統（B）が近江今津駅 - 網干駅間の194.2 kmである。これはJR東日本上野東京ライン（東海道線 - 宇都宮線系統）の熱海駅 - 宇都宮駅間15両運転（214.3 km）に匹敵する。

平日の朝に1本のみ、湖西線経由敦賀行き（前4両）と琵琶湖線米原行き（後ろ8両）を京都駅で切り離す列車が設定されている。この列車は分岐点である次の山科駅にて敦賀行きの編成が米原行きの編成と接続を取って米原行きの編成が先に発車するため、新快速同士で追い越しする唯一の例となっている。かつてはそれ以外にもラッシュ時に米原駅で近江塩津・長浜発を併結する運用（これは長浜駅で分割併結の作業ができないことと、長浜・田村・坂田の各駅が12両編成に対応していないため）もあった。また、毎朝に米原発で下り1本のみ野洲駅まで各駅に停車し野洲駅から新快速に変わる列車や夜に姫路駅で播州赤穂行き・網干行きを分割して運転する列車（赤穂線直通は「普通」として運転） 、さらに2009年3月14日改正時点では平日朝に上り1本のみ草津から各駅に停車する列車、同じく平日の朝に1本のみ野洲行きと近江今津行きを京都で切り離し、野洲行きは京都から各駅に停車する列車、近江今津始発で京都で併結する列車が存在した。さらにそれ以前には播州赤穂・上郡行きという列車も存在した。

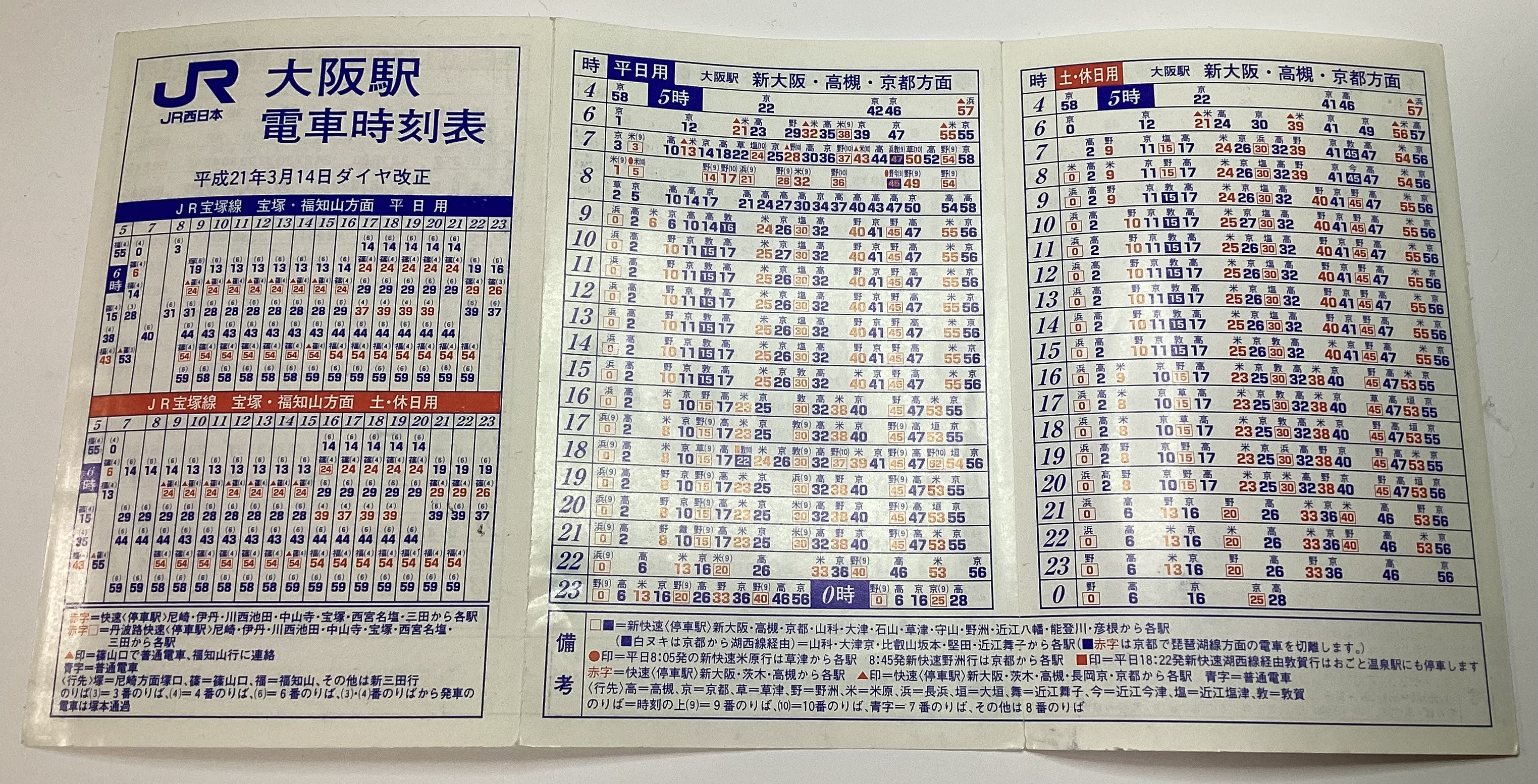
2009年（平成21年）3月14日改正の大阪駅の時刻表

#### 車内自動放送
2017年より、車内自動放送が導入されている。当初は米原駅 - 姫路駅間のみの区間でのタブレット端末によるもので、次駅・到着・混雑時案内が行われていた。2025年3月15日ダイヤ改正より、関空快速に準じた車載型の自動放送へ更新され、車内チャイムと停車中放送が追加されている。この放送更新と同時に、新快速と同区間の快速列車 (京都駅以東・明石駅以西は普通)と、湖西線・草津線・北陸本線・赤穂線でも車内自動放送の供用が開始されている。

#### 臨時停車・臨時列車

##### 臨時停車
新快速には特に愛称を付与していないが、ハイキングやスキー客の利便を図るため、定期列車にレジャー号の愛称を付与したものとして次の列車がある。
- 「湖西レジャー号」 ： 土休日ダイヤの、朝の近江今津・敦賀方面行きの4本と、午後の敦賀駅始発の4本を志賀駅に臨時停車していた。過去には、比良駅に臨時停車する列車を「湖西レジャー号」としていることもあった[16]が、現在は運転されていない。
- 「湖北レジャー号」 ： 午前中の長浜行き3本、夕方の姫路行き3本が安土駅に臨時停車していた[17]。現在は運転されていない。

また、毎年8月に開催されるびわ湖大花火大会の開催日に限り膳所駅にも停車する。

##### 臨時列車
沿線のイベントや行楽期においては、臨時列車の運転を行っていた。なお2020年度には実施されなかった。
山陰本線（嵯峨野線）嵯峨嵐山駅への観光客輸送のため、臨時列車（一部列車の嵯峨野線内は定期列車の代行運転）として、京都駅で折り返して嵯峨野線内に乗り入れる「嵐山さくら号」「嵐山わかば号」「嵐山もみじ号」が春・夏・秋の行楽シーズンに運転され、高槻駅 - 大阪駅・神戸駅間では新快速と案内されていたが、現在は運転されていない。
湖西線マキノ駅すぐ近くの海津大崎で桜の見ごろを迎える毎年4月第2土・日曜日とゴールデンウィークには、事前に通常の連結順序を入れ替え、京都駅での切り離しの際、本来なら京都駅止まりとなる8両編成を先に発車させた上で臨時列車として近江今津駅または永原駅まで運転し、残った4両が定期列車の敦賀行きとして続行運転することもある。
多客期に東海道・山陽本線内を大阪駅まで回送運転される列車が大阪行きの新快速として運転することがある。
毎年8月に行われるみなとこうべ海上花火大会当日や、12月に行われる神戸ルミナリエ期間中には三ノ宮駅発着の臨時新快速が設定されている。
過去には、1997年9月の京都駅ビル開業記念で土曜・休日に山陽本線を姫路駅以西はノンストップで、また、青春18きっぷの利用期間中の土曜・休日を中心に、赤穂線経由「赤穂備前ホリデー号」として 岡山駅発着で延長運転したこともあるが、1998年（平成10年）までに運転を終了しており、現在は運転されていない。このホリデー号には指定席車が連結されていた。

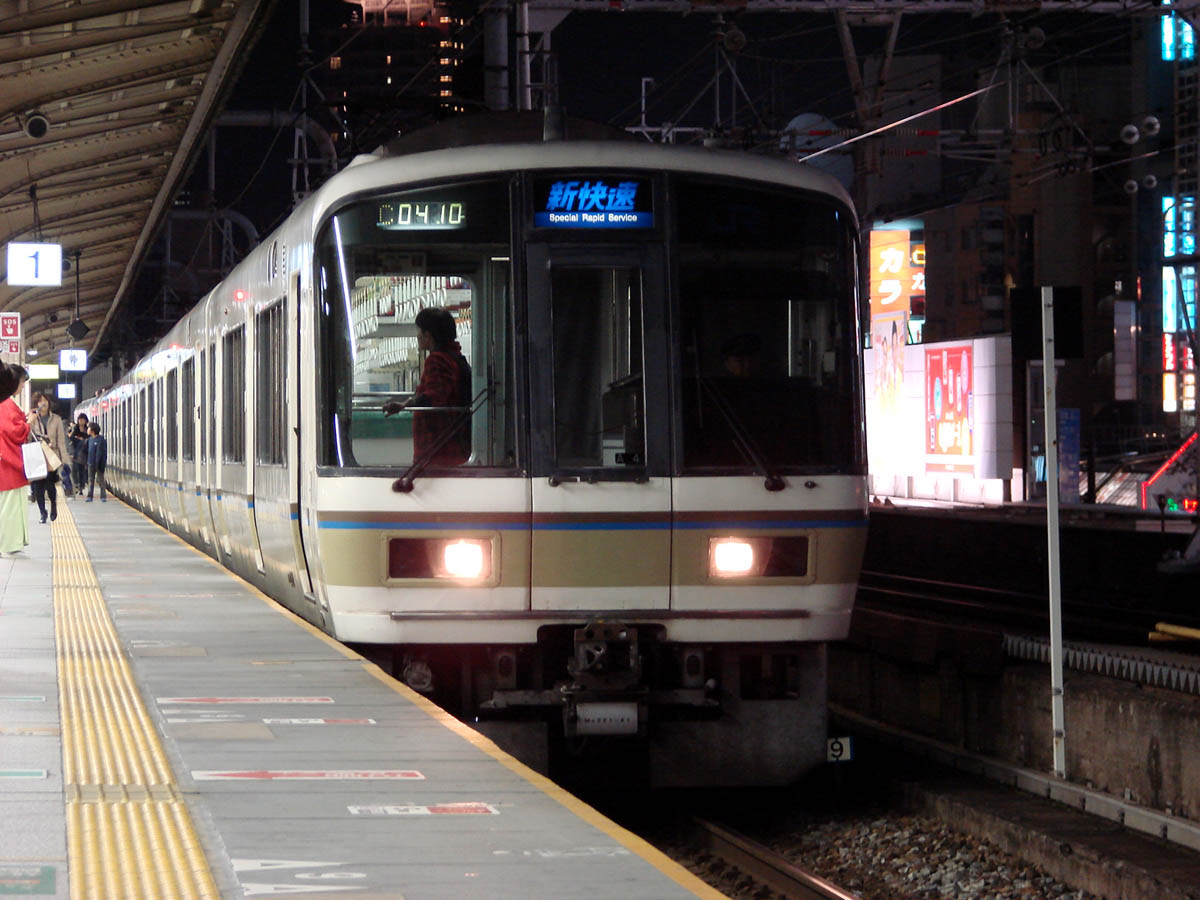
神戸ルミナリエで設定された臨時新快速（2009年12月）
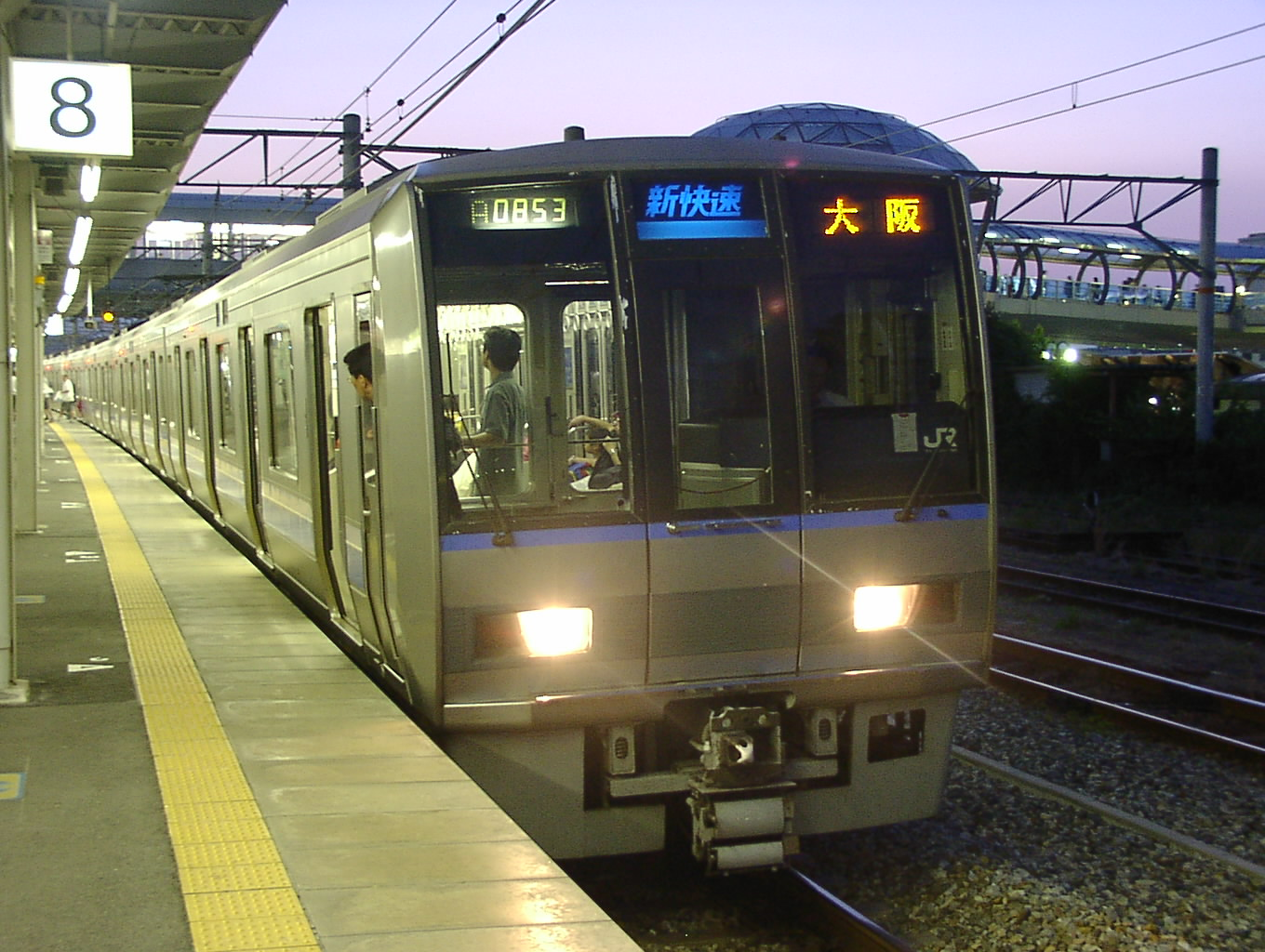
207系「新快速」（2002年6月 尼崎駅）

#### 歴史
- ●…全列車停車、○…日中のみ停車、▲…西明石駅発着列車のみ停車、｜…通過、×…未開業駅、空白…運行せず、

| 路線名                 | 駅名                   | 1970年                 | 1971年                 | 1972年                 | 1974年                 | 1978年                 | 1982年                 | 1985年                 | 1986年                 | 1988年                 | 1990年                 | 1991年                 | 1996年                 | 1997年                 | 2003年                 | 2006年                 | 2011年 -               |
| 北陸・東海道・山陽本線 | 北陸・東海道・山陽本線 | 北陸・東海道・山陽本線 | 北陸・東海道・山陽本線 | 北陸・東海道・山陽本線 | 北陸・東海道・山陽本線 | 北陸・東海道・山陽本線 | 北陸・東海道・山陽本線 | 北陸・東海道・山陽本線 | 北陸・東海道・山陽本線 | 北陸・東海道・山陽本線 | 北陸・東海道・山陽本線 | 北陸・東海道・山陽本線 | 北陸・東海道・山陽本線 | 北陸・東海道・山陽本線 | 北陸・東海道・山陽本線 | 北陸・東海道・山陽本線 | 北陸・東海道・山陽本線 |
| ---------------------- | ---------------------- | ---------------------- | ---------------------- | ---------------------- | ---------------------- | ---------------------- | ---------------------- | ---------------------- | ---------------------- | ---------------------- | ---------------------- | ---------------------- | ---------------------- | ---------------------- | ---------------------- | ---------------------- | ---------------------- |
| 北陸・東海道・山陽本線 | 近江塩津駅             |                        |                        |                        |                        |                        |                        |                        |                        |                        |                        |                        |                        |                        |                        | ●                      | ●                      |
| 北陸・東海道・山陽本線 | 余呉駅                 |                        |                        |                        |                        |                        |                        |                        |                        |                        |                        |                        |                        |                        |                        | ●                      | ●                      |
| 北陸・東海道・山陽本線 | 木ノ本駅               |                        |                        |                        |                        |                        |                        |                        |                        |                        |                        |                        |                        |                        |                        | ●                      | ●                      |
| 北陸・東海道・山陽本線 | 高月駅                 |                        |                        |                        |                        |                        |                        |                        |                        |                        |                        |                        |                        |                        |                        | ●                      | ●                      |
| 北陸・東海道・山陽本線 | 河毛駅                 |                        |                        |                        |                        |                        |                        |                        |                        |                        |                        |                        |                        |                        |                        | ●                      | ●                      |
| 北陸・東海道・山陽本線 | 虎姫駅                 |                        |                        |                        |                        |                        |                        |                        |                        |                        |                        |                        |                        |                        |                        | ●                      | ●                      |
| 北陸・東海道・山陽本線 | 長浜駅                 |                        |                        |                        |                        |                        |                        |                        |                        |                        |                        | ●                      | ●                      | ●                      | ●                      | ●                      | ●                      |
| 北陸・東海道・山陽本線 | 田村駅                 |                        |                        |                        |                        |                        |                        |                        |                        |                        |                        | ●                      | ●                      | ●                      | ●                      | ●                      | ●                      |
| 北陸・東海道・山陽本線 | 坂田駅                 |                        |                        |                        |                        |                        |                        |                        |                        |                        |                        | ●                      | ●                      | ●                      | ●                      | ●                      | ●                      |
| 北陸・東海道・山陽本線 | 米原駅                 |                        |                        |                        |                        |                        |                        |                        |                        | ●                      | ●                      | ●                      | ●                      | ●                      | ●                      | ●                      | ●                      |
| 北陸・東海道・山陽本線 | 彦根駅                 |                        |                        |                        |                        |                        |                        |                        | ●                      | ●                      | ●                      | ●                      | ●                      | ●                      | ●                      | ●                      | ●                      |
| 北陸・東海道・山陽本線 | 能登川駅               |                        |                        |                        |                        |                        |                        |                        | ●                      | ●                      | ●                      | ●                      | ●                      | ●                      | ●                      | ●                      | ●                      |
| 北陸・東海道・山陽本線 | 近江八幡駅             |                        |                        |                        |                        |                        |                        |                        | ●                      | ●                      | ●                      | ●                      | ●                      | ●                      | ●                      | ●                      | ●                      |
| 北陸・東海道・山陽本線 | 野洲駅                 |                        |                        |                        |                        |                        |                        |                        | ●                      | ●                      | ●                      | ●                      | ●                      | ●                      | ●                      | ●                      | ●                      |
| 北陸・東海道・山陽本線 | 守山駅                 |                        |                        |                        |                        |                        |                        |                        | ●                      | ●                      | ●                      | ●                      | ●                      | ●                      | ●                      | ●                      | ●                      |
| 北陸・東海道・山陽本線 | 草津駅                 |                        | ●                      | ●                      | ●                      | ●                      | ●                      | ●                      | ●                      | ●                      | ●                      | ●                      | ●                      | ●                      | ●                      | ●                      | ●                      |
| 北陸・東海道・山陽本線 | 南草津駅               |                        | ×                      | ×                      | ×                      | ×                      | ×                      | ×                      | ×                      | ×                      | ×                      | ×                      | ｜                     | ｜                     | ｜                     | ｜                     | ●                      |
| 北陸・東海道・山陽本線 | 石山駅                 |                        | ●                      | ●                      | ●                      | ●                      | ●                      | ●                      | ●                      | ●                      | ●                      | ●                      | ●                      | ●                      | ●                      | ●                      | ●                      |
| 北陸・東海道・山陽本線 | 大津駅                 |                        | ●                      | ●                      | ●                      | ●                      | ●                      | ●                      | ●                      | ●                      | ●                      | ●                      | ●                      | ●                      | ●                      | ●                      | ●                      |
| 北陸・東海道・山陽本線 | 山科駅                 |                        | ｜                     | ｜                     | ｜                     | ｜                     | ｜                     | ｜                     | ●                      | ●                      | ●                      | ●                      | ●                      | ●                      | ●                      | ●                      | ●                      |
| 北陸・東海道・山陽本線 | 京都駅                 | ●                      | ●                      | ●                      | ●                      | ●                      | ●                      | ●                      | ●                      | ●                      | ●                      | ●                      | ●                      | ●                      | ●                      | ●                      | ●                      |
| 北陸・東海道・山陽本線 | 高槻駅                 | ｜                     | ｜                     | ｜                     | ｜                     | ｜                     | ｜                     | ｜                     | ｜                     | ｜                     | ○                      | ○                      | ○                      | ●                      | ●                      | ●                      | ●                      |
| 北陸・東海道・山陽本線 | 新大阪駅               | ｜                     | ｜                     | ｜                     | ｜                     | ｜                     | ｜                     | ●                      | ●                      | ●                      | ●                      | ●                      | ●                      | ●                      | ●                      | ●                      | ●                      |
| 北陸・東海道・山陽本線 | 大阪駅                 | ●                      | ●                      | ●                      | ●                      | ●                      | ●                      | ●                      | ●                      | ●                      | ●                      | ●                      | ●                      | ●                      | ●                      | ●                      | ●                      |
| 北陸・東海道・山陽本線 | 尼崎駅                 | ｜                     | ｜                     | ｜                     | ｜                     | ｜                     | ｜                     | ｜                     | ｜                     | ｜                     | ｜                     | ｜                     | ｜                     | ●                      | ●                      | ●                      | ●                      |
| 北陸・東海道・山陽本線 | 芦屋駅                 | ｜                     | ｜                     | ｜                     | ｜                     | ｜                     | ｜                     | ｜                     | ｜                     | ｜                     | ○                      | ○                      | ○                      | ○                      | ●                      | ●                      | ●                      |
| 北陸・東海道・山陽本線 | 三ノ宮駅               | ●                      | ●                      | ●                      | ●                      | ●                      | ●                      | ●                      | ●                      | ●                      | ●                      | ●                      | ●                      | ●                      | ●                      | ●                      | ●                      |
| 北陸・東海道・山陽本線 | 神戸駅                 | ｜                     | ｜                     | ｜                     | ｜                     | ●                      | ●                      | ●                      | ●                      | ●                      | ●                      | ●                      | ●                      | ●                      | ●                      | ●                      | ●                      |
| 北陸・東海道・山陽本線 | 明石駅                 | ●                      | ●                      | ●                      | ●                      | ●                      | ●                      | ●                      | ●                      | ●                      | ●                      | ●                      | ●                      | ●                      | ●                      | ●                      | ●                      |
| 北陸・東海道・山陽本線 | 西明石駅               | ●                      | ●                      | ▲                      | ▲                      | ▲                      | ▲                      | ▲                      | ●                      | ●                      | ●                      | ●                      | ●                      | ●                      | ●                      | ●                      | ●                      |
| 北陸・東海道・山陽本線 | 加古川駅               |                        |                        | ●                      | ●                      | ●                      | ●                      | ●                      | ●                      | ●                      | ●                      | ●                      | ●                      | ●                      | ●                      | ●                      | ●                      |
| 北陸・東海道・山陽本線 | 姫路駅                 |                        |                        | ●                      | ●                      | ●                      | ●                      | ●                      | ●                      | ●                      | ●                      | ●                      | ●                      | ●                      | ●                      | ●                      | ●                      |
| 北陸・東海道・山陽本線 | 英賀保駅               |                        |                        |                        |                        |                        | ●                      | ●                      | ●                      | ●                      | ●                      | ●                      | ●                      | ●                      | ●                      | ●                      | ●                      |
| 北陸・東海道・山陽本線 | はりま勝原駅           |                        |                        |                        |                        |                        | ×                      | ×                      | ×                      | ×                      | ×                      | ×                      | ×                      | ×                      | ×                      | ×                      | ●                      |
| 北陸・東海道・山陽本線 | 網干駅                 |                        |                        |                        |                        |                        | ●                      | ●                      | ●                      | ●                      | ●                      | ●                      | ●                      | ●                      | ●                      | ●                      | ●                      |
| 北陸・東海道・山陽本線 | 竜野駅                 |                        |                        |                        |                        |                        | ●                      | ●                      | ●                      | ●                      | ●                      | ●                      | ●                      | ●                      | ●                      | ●                      | ●                      |
| 北陸・東海道・山陽本線 | 相生駅                 |                        |                        |                        |                        |                        | ●                      | ●                      | ●                      | ●                      | ●                      | ●                      | ●                      | ●                      | ●                      | ●                      | ●                      |
| 北陸・東海道・山陽本線 | 有年駅                 |                        |                        |                        |                        |                        | ●                      | ●                      | ●                      | ●                      | ●                      | ●                      | ●                      | ●                      | ●                      | ●                      | ●                      |
| 北陸・東海道・山陽本線 | 上郡駅                 |                        |                        |                        |                        |                        | ●                      | ●                      | ●                      | ●                      | ●                      | ●                      | ●                      | ●                      | ●                      | ●                      | ●                      |
| 北陸・湖西線           |                        |                        |                        |                        |                        |                        |                        |                        |                        |                        |                        |                        |                        |                        |                        |                        |                        |
| 北陸・湖西線           | 敦賀駅                 |                        |                        |                        |                        |                        |                        |                        |                        |                        |                        |                        |                        |                        |                        | ●                      | ●                      |
| 北陸・湖西線           | 新疋田駅               |                        |                        |                        |                        |                        |                        |                        |                        |                        |                        |                        |                        |                        |                        | ●                      | ●                      |
| 北陸・湖西線           | 近江塩津駅             |                        |                        |                        |                        |                        |                        |                        |                        |                        |                        |                        |                        |                        |                        | ●                      | ●                      |
| 北陸・湖西線           | 永原駅                 |                        |                        |                        |                        |                        |                        |                        |                        |                        |                        |                        | ●                      | ●                      | ●                      | ●                      | ●                      |
| 北陸・湖西線           | マキノ駅               |                        |                        |                        |                        |                        |                        |                        |                        |                        |                        |                        | ●                      | ●                      | ●                      | ●                      | ●                      |
| 北陸・湖西線           | 近江中庄駅             |                        |                        |                        |                        |                        |                        |                        |                        |                        |                        |                        | ●                      | ●                      | ●                      | ●                      | ●                      |
| 北陸・湖西線           | 近江今津駅             |                        |                        |                        |                        |                        |                        |                        |                        |                        |                        |                        | ●                      | ●                      | ●                      | ●                      | ●                      |
| 北陸・湖西線           | 新旭駅                 |                        |                        |                        |                        |                        |                        |                        |                        |                        |                        |                        | ●                      | ●                      | ●                      | ●                      | ●                      |
| 北陸・湖西線           | 安曇川駅               |                        |                        |                        |                        |                        |                        |                        |                        |                        |                        |                        | ●                      | ●                      | ●                      | ●                      | ●                      |
| 北陸・湖西線           | 近江高島駅             |                        |                        |                        |                        |                        |                        |                        |                        |                        |                        |                        | ●                      | ●                      | ●                      | ●                      | ●                      |
| 北陸・湖西線           | 北小松駅               |                        |                        |                        |                        |                        |                        |                        |                        |                        |                        |                        | ●                      | ●                      | ●                      | ●                      | ●                      |
| 北陸・湖西線           | 近江舞子駅             |                        |                        |                        |                        |                        |                        |                        | ●                      | ●                      | ●                      | ●                      | ●                      | ●                      | ●                      | ●                      | ●                      |
| 北陸・湖西線           | 比良駅                 |                        |                        |                        |                        |                        |                        |                        | ●                      | ●                      | ●                      | ●                      | ｜                     | ｜                     | ｜                     | ｜                     | ｜                     |
| 北陸・湖西線           | 志賀駅                 |                        |                        |                        |                        |                        |                        |                        | ●                      | ●                      | ●                      | ●                      | ｜                     | ｜                     | ｜                     | ｜                     | ｜                     |
| 北陸・湖西線           | 蓬萊駅                 |                        |                        |                        |                        |                        |                        |                        | ●                      | ●                      | ●                      | ●                      | ｜                     | ｜                     | ｜                     | ｜                     | ｜                     |
| 北陸・湖西線           | 和邇駅                 |                        |                        |                        |                        |                        |                        |                        | ●                      | ●                      | ●                      | ●                      | ｜                     | ｜                     | ｜                     | ｜                     | ｜                     |
| 北陸・湖西線           | 小野駅                 |                        |                        |                        |                        |                        |                        |                        | ●                      | ●                      | ●                      | ●                      | ｜                     | ｜                     | ｜                     | ｜                     | ｜                     |
| 北陸・湖西線           | 堅田駅                 |                        |                        |                        | ●                      | ●                      | ●                      | ●                      | ●                      | ●                      | ●                      | ●                      | ●                      | ●                      | ●                      | ●                      | ●                      |
| 北陸・湖西線           | おごと温泉駅           |                        |                        |                        | ｜                     | ｜                     | ｜                     | ｜                     | ●                      | ●                      | ●                      | ●                      | ｜                     | ｜                     | ｜                     | ｜                     | ｜                     |
| 北陸・湖西線           | 比叡山坂本駅（叡山駅） |                        |                        |                        | ●                      | ●                      | ●                      | ●                      | ●                      | ●                      | ●                      | ●                      | ●                      | ●                      | ●                      | ●                      | ●                      |
| 北陸・湖西線           | 唐崎駅                 |                        |                        |                        | ｜                     | ｜                     | ｜                     | ｜                     | ●                      | ●                      | ●                      | ●                      | ｜                     | ｜                     | ｜                     | ｜                     | ｜                     |
| 北陸・湖西線           | 大津京駅（西大津駅）   |                        |                        |                        | ●                      | ●                      | ●                      | ●                      | ●                      | ●                      | ●                      | ●                      | ●                      | ●                      | ●                      | ●                      | ●                      |
| 北陸・湖西線           | 山科駅                 |                        |                        |                        | ｜                     | ｜                     | ｜                     | ｜                     | ●                      | ●                      | ●                      | ●                      | ●                      | ●                      | ●                      | ●                      | ●                      |
| 赤穂線                 |                        |                        |                        |                        |                        |                        |                        |                        |                        |                        |                        |                        |                        |                        |                        |                        |                        |
| 赤穂線                 | 相生駅                 |                        |                        |                        |                        |                        | ●                      | ●                      | ●                      | ●                      | ●                      | ●                      | ●                      | ●                      | ●                      | ●                      | ●                      |
| 赤穂線                 | 西相生駅               |                        |                        |                        |                        |                        | ●                      | ●                      | ●                      | ●                      | ●                      | ●                      | ●                      | ●                      | ●                      | ●                      | ●                      |
| 赤穂線                 | 坂越駅                 |                        |                        |                        |                        |                        | ●                      | ●                      | ●                      | ●                      | ●                      | ●                      | ●                      | ●                      | ●                      | ●                      | ●                      |
| 赤穂線                 | 播州赤穂駅             |                        |                        |                        |                        |                        | ●                      | ●                      | ●                      | ●                      | ●                      | ●                      | ●                      | ●                      | ●                      | ●                      | ●                      |

#### 歴代の新快速用車両

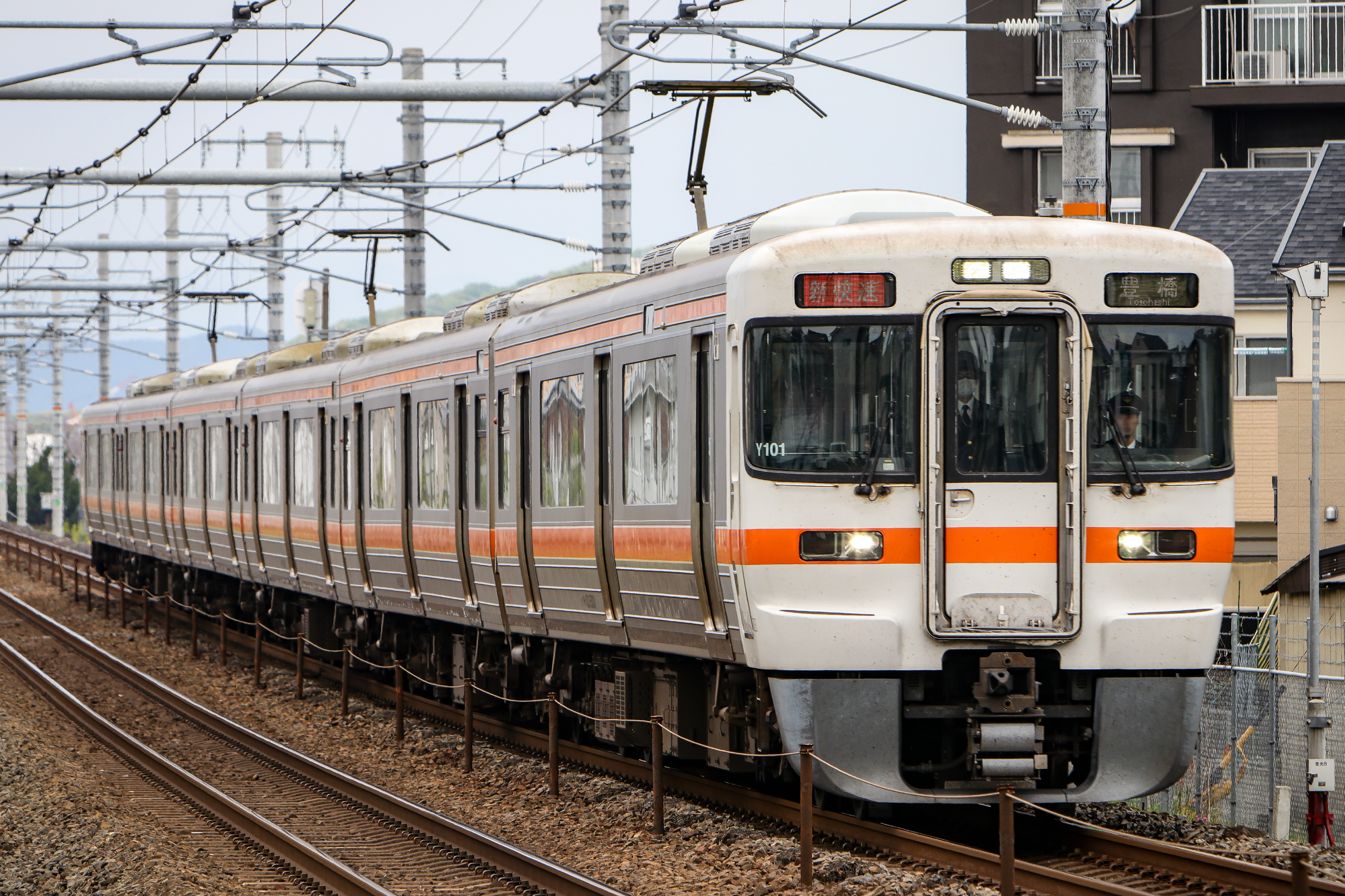
313系

- 113系電車
  - 初代の車両で、1970年10月1日 - 1972年3月14日まで使用されていた。2004年10月10日にリバイバル新快速として、7両編成の湘南色車を使用し京都 - 西明石間で運転された。
- 153系電車
  - 2代目の車両で、灰色9号地に青22号特帯の専用色に変更され、1972年3月 - 1980年7月まで使用されていた。制御車の一部は165系のクハ165を使用。
- 117系電車
  - 3代目は初の専用車両で、1980年1月22日 - 1999年5月10日まで使用されていた。1990年3月10日に115 km/h化改造されている。2004年10月10日にリバイバル新快速として、12両編成の原色車を使用し、草津 - 姫路間で運転された。2009年4月4・5・11・12日に臨時新快速として永原 - 京都間で運転。愛称は「シティライナー」。
- 221系電車
  - 4代目の車両で、1987年の国鉄分割民営化初めて導入された。1989年3月11日 - 2000年3月10日まで使用されていた。2000年以降も臨時列車のほか、大幅にダイヤが乱れた際に使用される。
- 223系電車（1000番台・2000番台）
  - 5代目の車両で、1995年8月12日以降使用されている。2000番台1次車の投入とともに2000年3月11日から130 km/h化された。　
  - 1000番台の一部は2019年3月16日から有料座席車両「Aシート」を導入（後述）。
  - 2000番台に存在する6両編成（J編成）は、新快速の編成を原則8+4の12両にしたために定期列車では使われることはない。
- 225系電車（0番台・100番台）
  - 6代目の車両として、0番台は2010年12月1日に運転開始[23][24]、100番台は2016年7月7日に運転開始した。実質的に223系の増備扱いで性能も揃えられているため、223系以前のように、新快速の全列車を短期間で同一形式に置き換えて車種を統一することはしていない。
  - 700番台は2023年3月18日から有料座席車両「Aシート」を導入（後述）。
  - 100番台に存在する6両編成（L編成）は、新快速の編成を原則8+4の12両にしたために定期列車では使われることはない。

このほか、207系が神戸ルミナリエ開催中、もしくは御崎公園球技場（神戸ウイングスタジアム）での2002 FIFAワールドカップ開催時に、321系が2013年8月18日に神戸総合運動公園ユニバー記念競技場で行われたサザンオールスターズのコンサート公演時に大阪 - 三ノ宮間でそれぞれ臨時列車として使用された。ただし通常時には使われない。

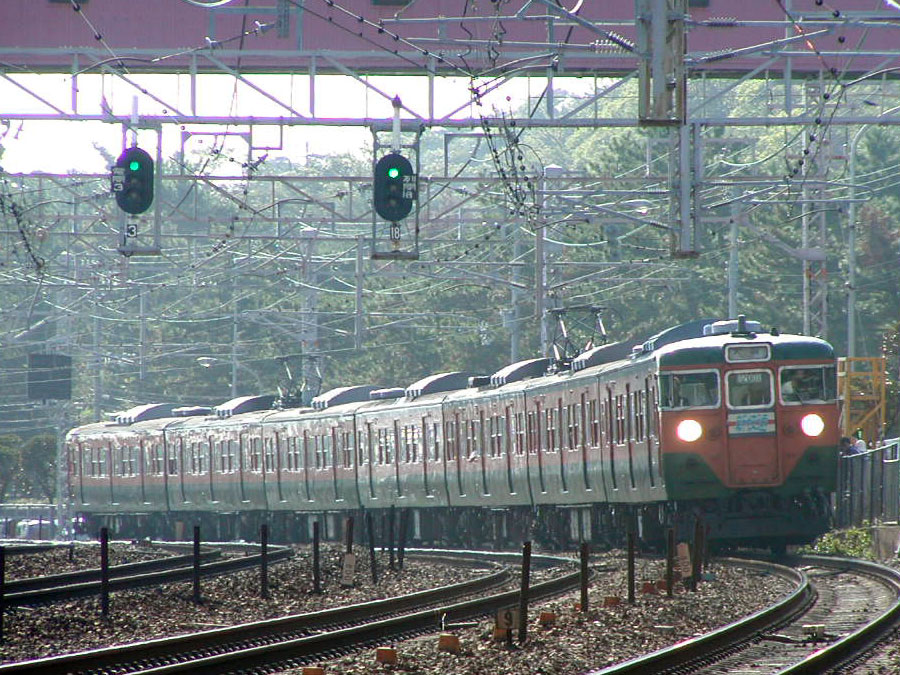
113系リバイバル運転（2004年）
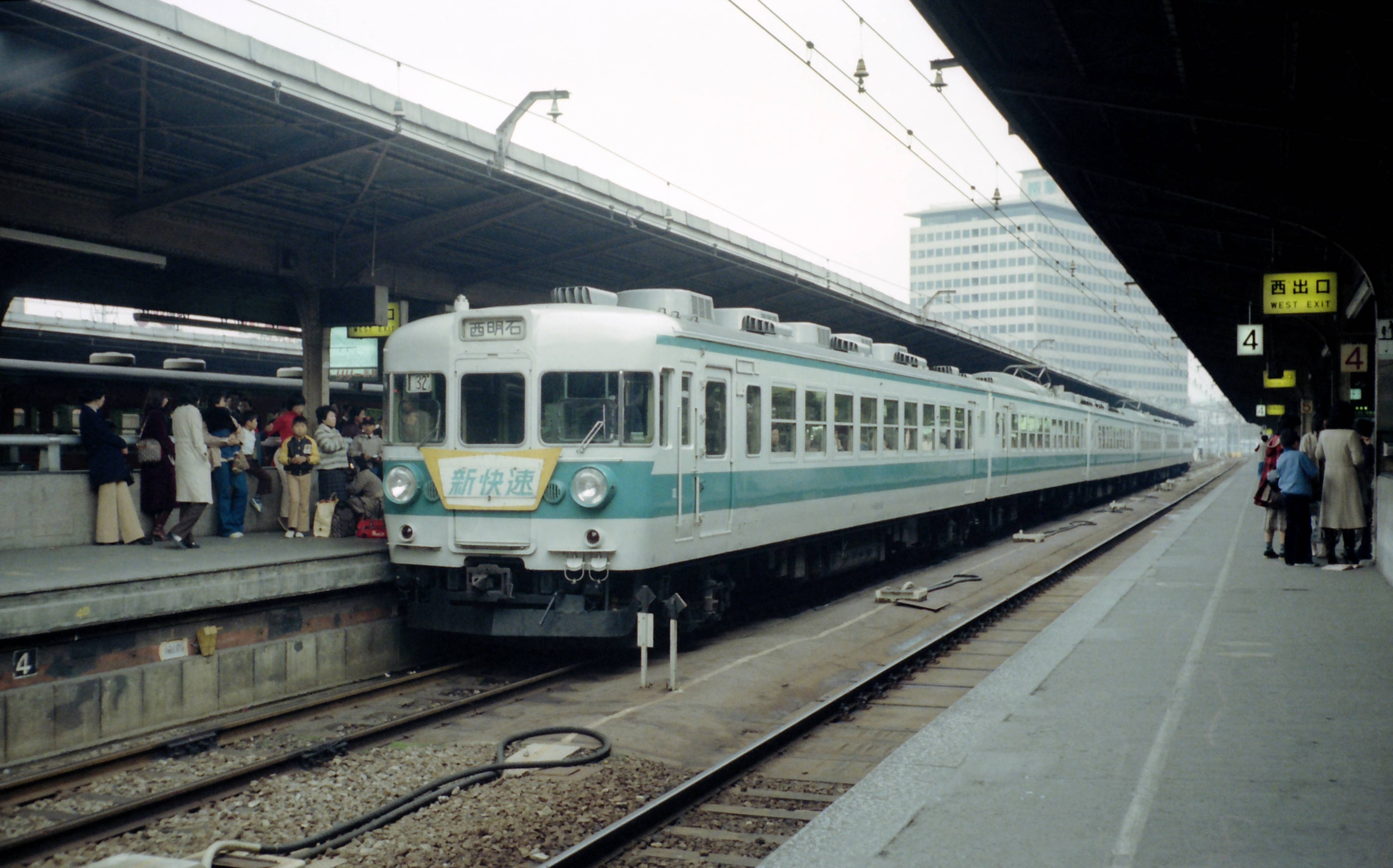
153系（1978年）
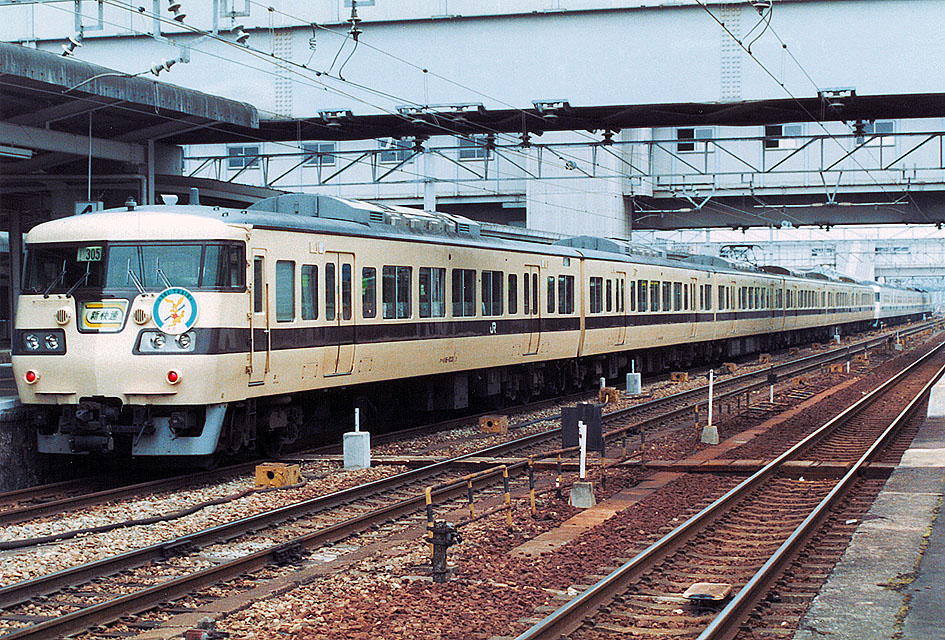
117系（1991年）
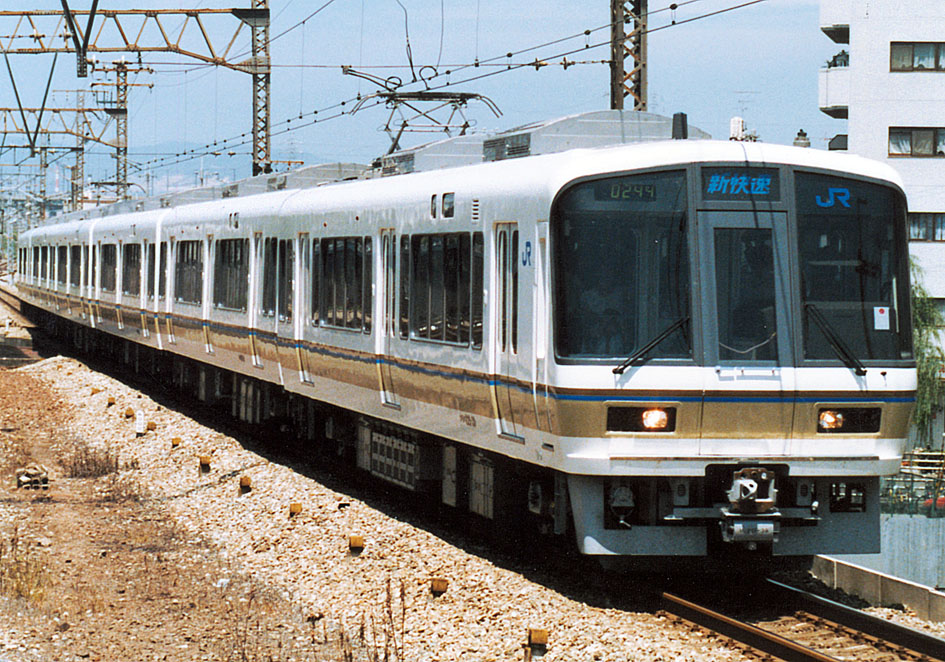
221系（1990年）
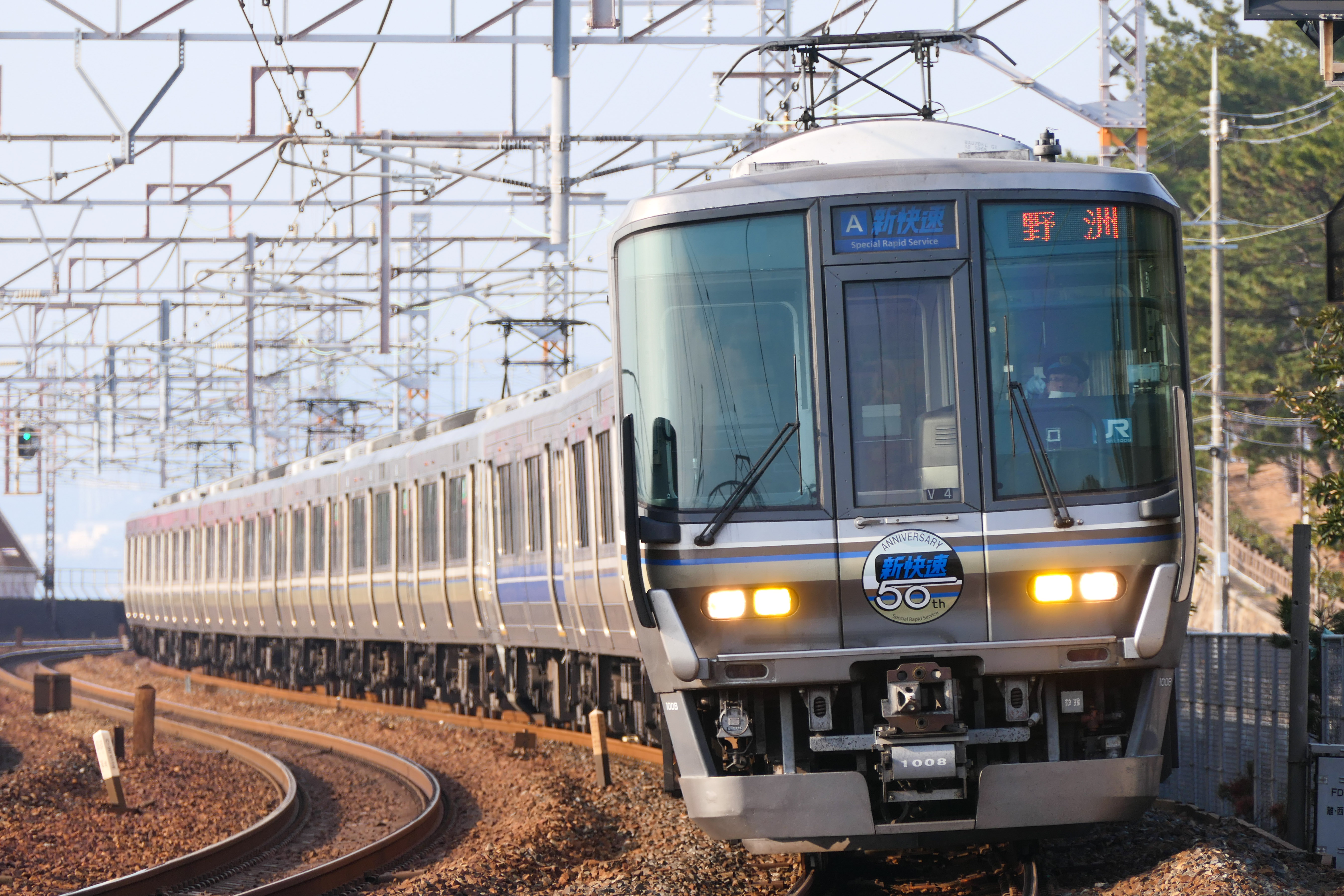
223系1000番台（Aシート編成・2021年）
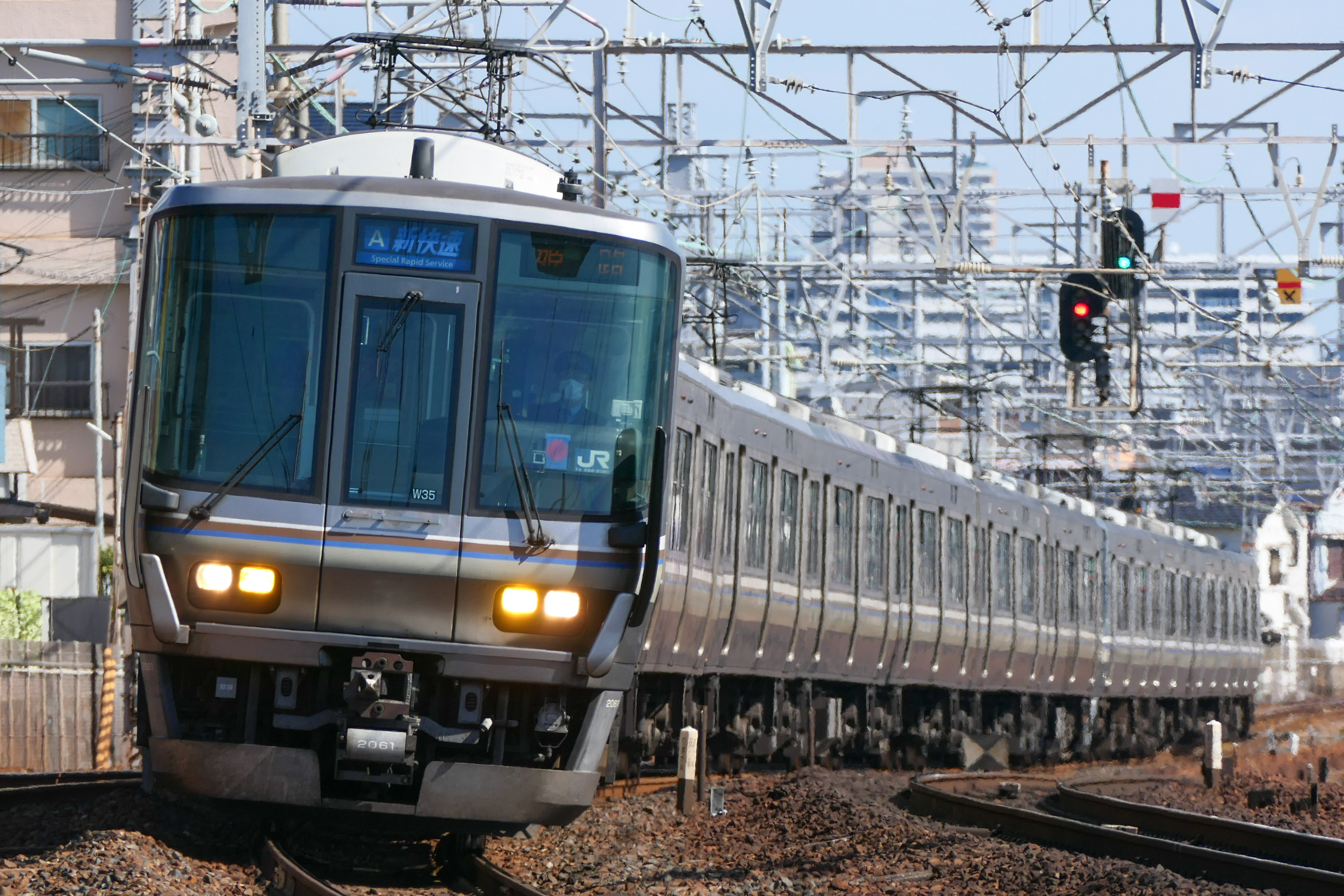
223系2000番台（2021年）
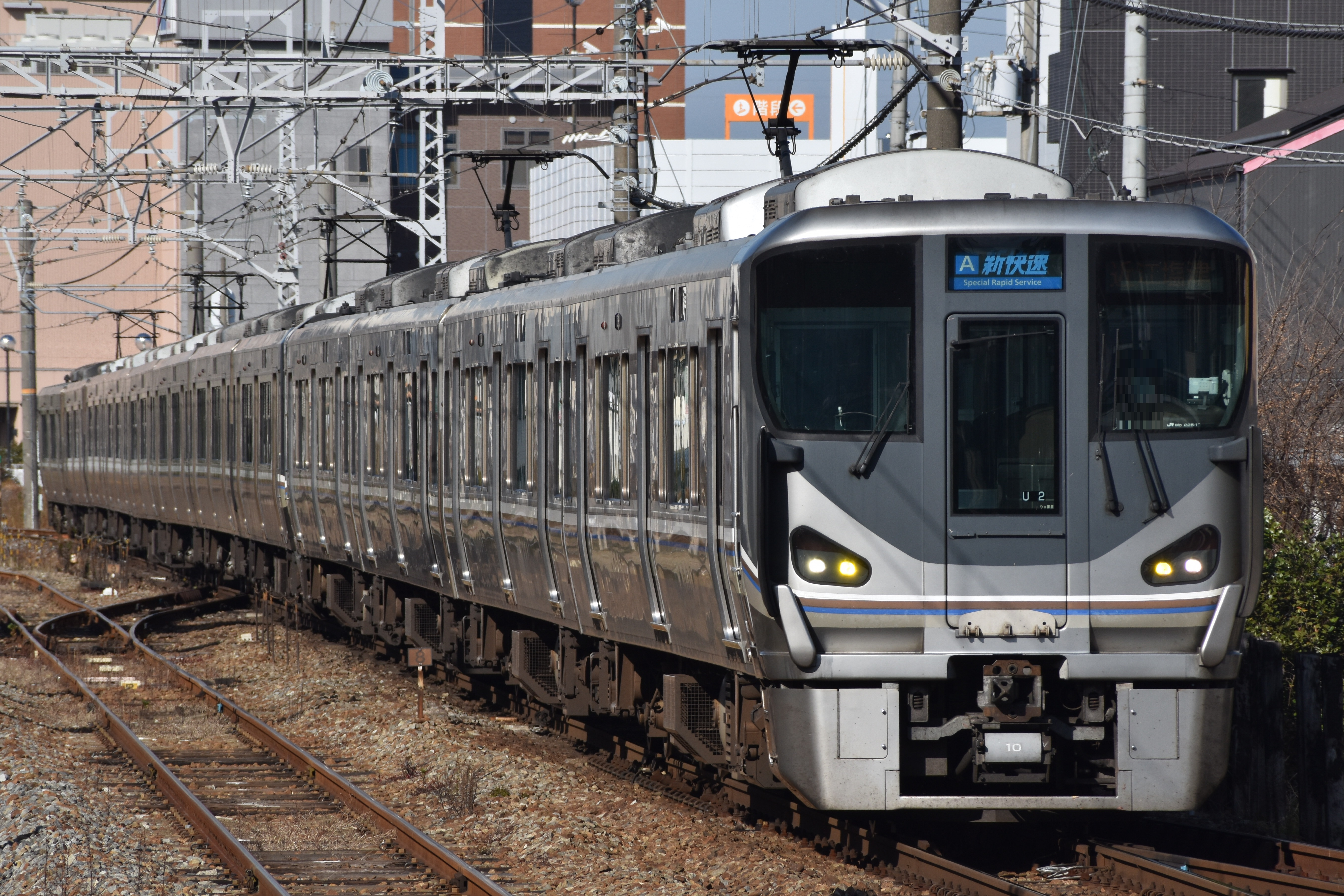
225系0番台（2021年）
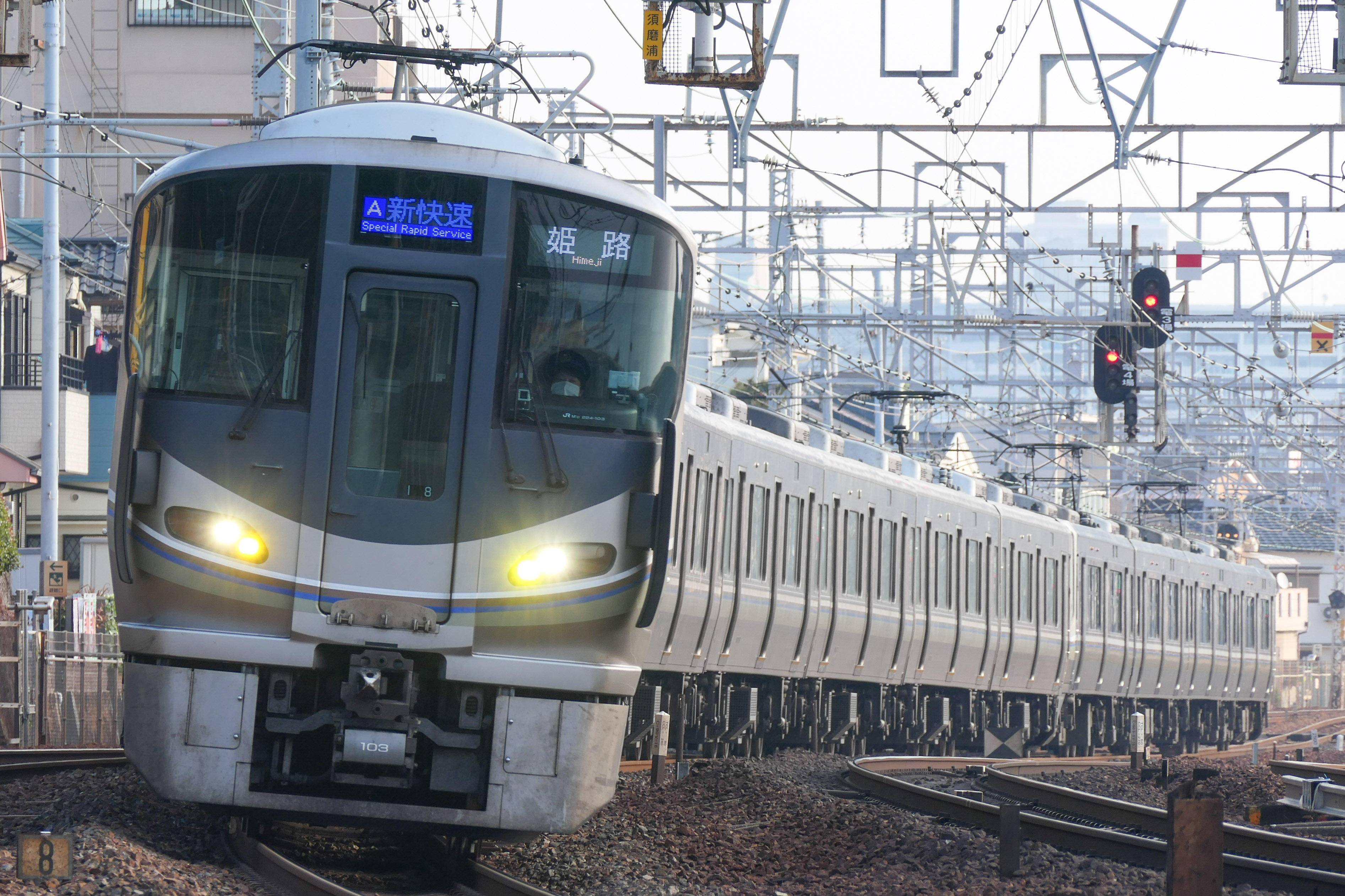
225系100番台（2021年）

#### Aシート

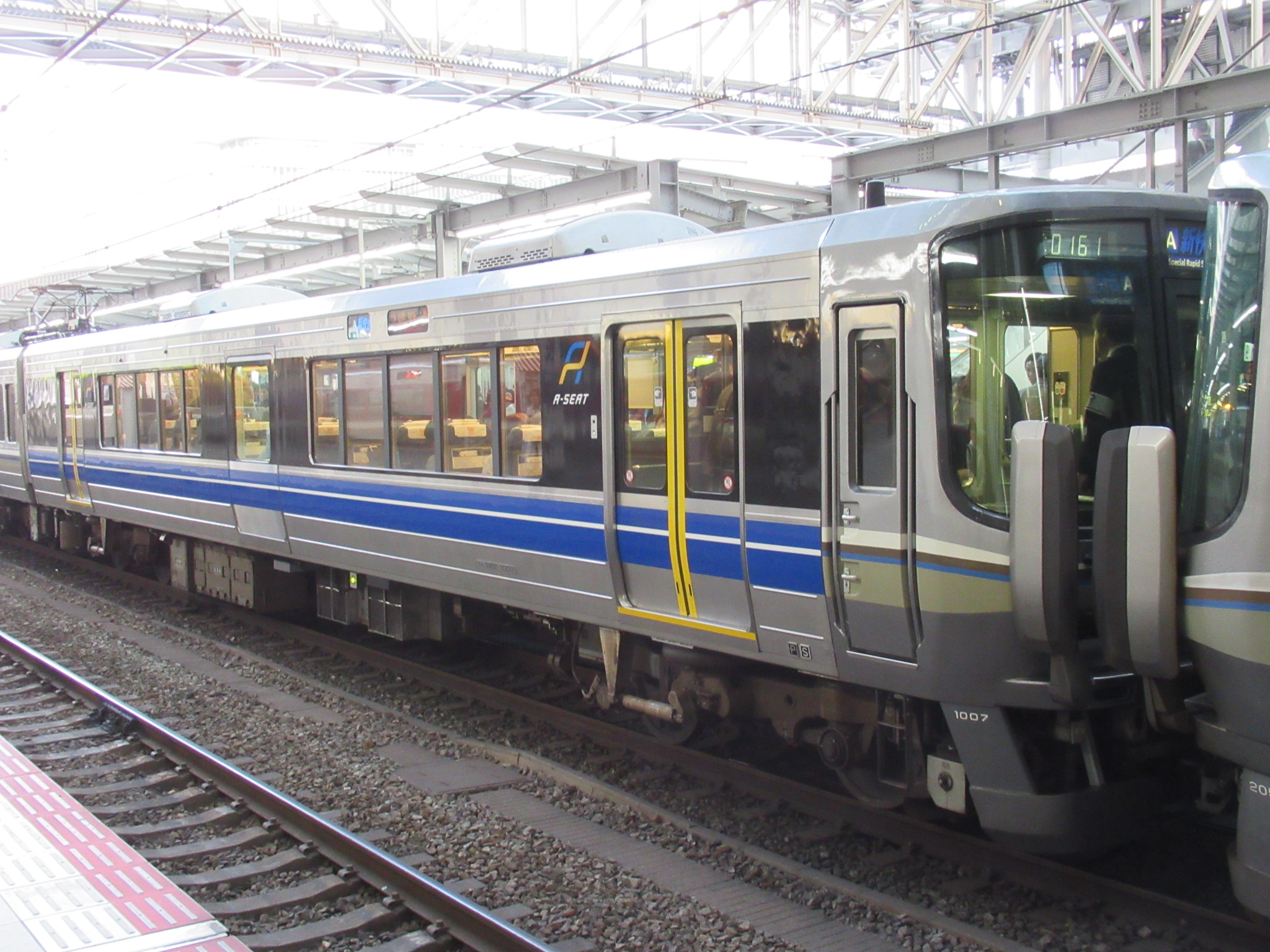
クハ222-1007（Aシート車）

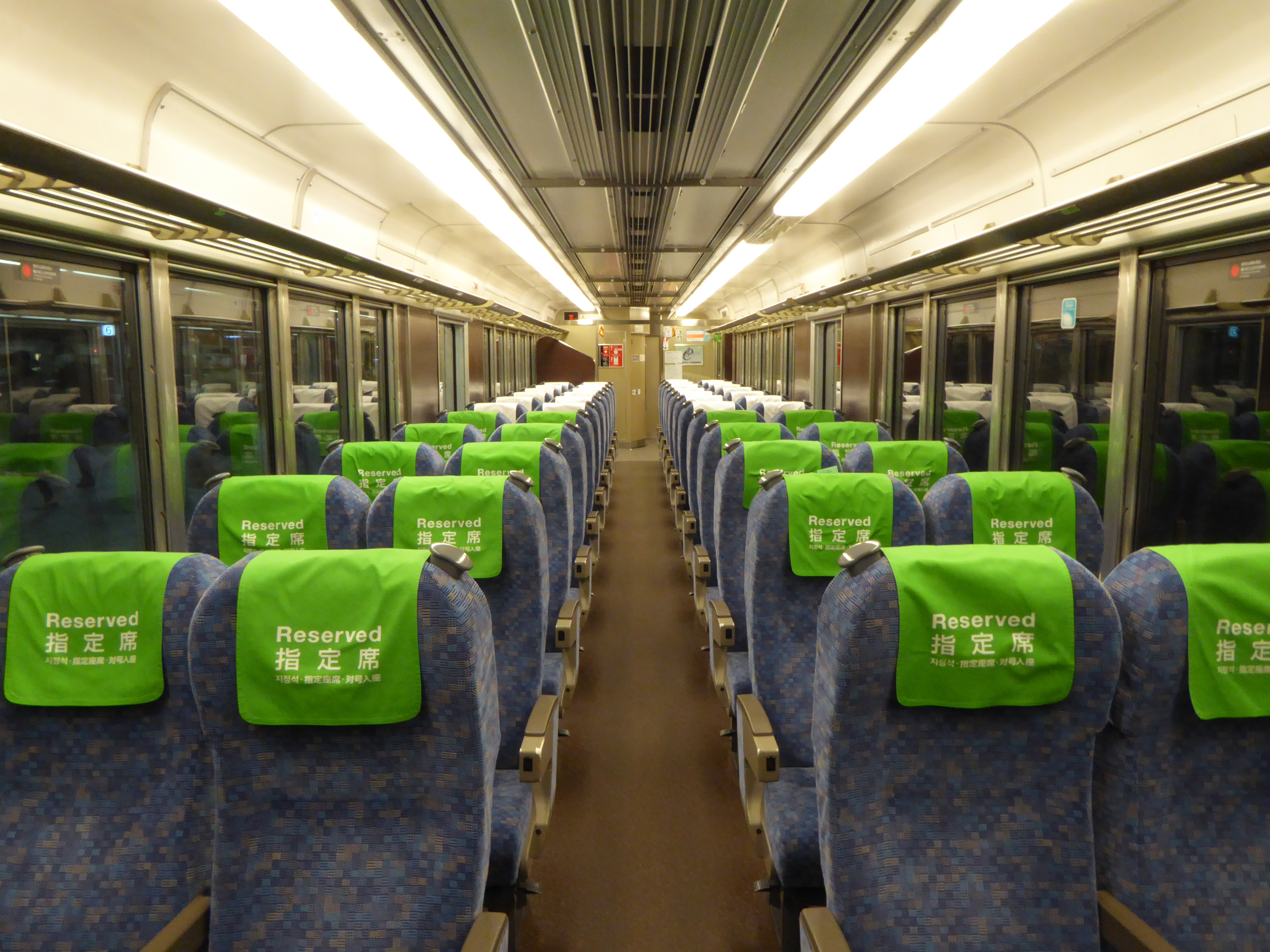
Aシートの車内
（手前5列が指定席であった時代）

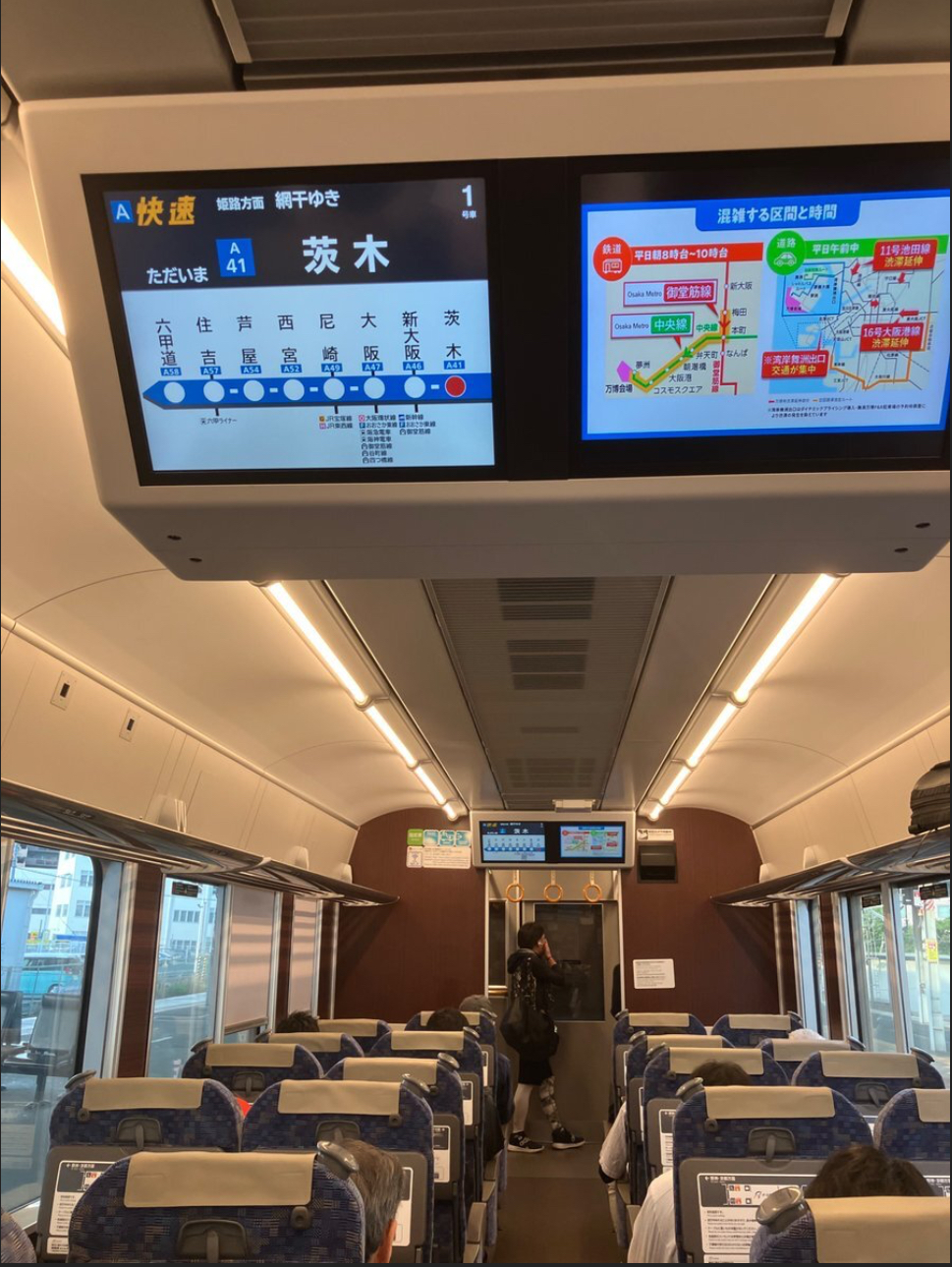
無料開放の際のAシート車内

2019年3月16日より、223系1000番台（4両V編成）のうち2編成のクハ222形を中央の扉を埋め込んだ2扉車に改造し（埋め込まれた扉周りの意匠は125系電車に類似する）、有料座席サービス「Aシート」車両を導入した。12両編成の9号車（京都・野洲側先頭車両から数えて4両目）に連結される。「A」はAmenity（快適性）、JR神戸/京都/琵琶湖線の路線記号「A」、関西弁の「ええ（良い）」に由来する。
運行開始当初は1日4本で、平日は野洲駅 - 姫路駅と網干駅間で1往復ずつ、土休日は野洲駅 - 姫路駅間で2往復であった。下り（野洲発）を1号・3号、上り（野洲行き）を2号・4号とした。列車番号の末尾は、一般的な電車列車の「M」に対し、Aシート連結列車は「A」となる。
このAシートは普通車指定席であり、指定席料金は一律840円である（2024年8月時点）。特急列車ではないため、青春18きっぷなどの企画乗車券でも指定席券を購入することで利用が可能であるが、それら企画乗車券ではe5489利用のチケットレスサービス（全列車600円。2023年3月18日～同年4月28日乗車分については390円となっていた。）との併用はできないことになっている。なお、ダイヤが大きく乱れた場合は、「Aシート」車両は無料開放される場合があり、やむを得ず快速列車や湖西線直通列車に充当されたこともある。
- 運行開始当初は、空席がある場合に着席のうえ、車内改札時に現金もしくは交通系ICカードで係員に支払う定員制とし、着席料金は500円（均一料金）であった。着席中は着席整理券を座席前の専用ホルダーに入れておき、抜き取ったうえで降車する方式で、Aシートが満席の時は空席が出るまでこのエリアで待つ必要があるほか、有料座席エリアでは必ず着席する必要があった。
- 全席指定席化後は、車内で指定席券の発券は行われていない。そのため、事前に指定席券を購入していない場合、Aシートの利用は不可能である。

外観は、ドア横に“A-SEAT”のロゴマークをあしらい、特急サンダーバードと共通するブラックの窓回りに、521系（JR西日本所属車）にも似たブルーの帯を配したデザインとなった。車内に新設されたパーティション内の有料座席エリアには、テーブルとコンセントを備えた、特急列車普通車と同等のリクライニングシートが2+2列で設けられ、車内広告は一切排除されている。シートピッチは首都圏の快速・普通列車グリーン車と同等の約970mm（現行910mm）とし、電球色に交換された照明、ブラウン木目調となった内装とあわせ、快適性を高めた落ち着きある空間となっている。ラック式の荷物スペースを備えるほか、無料Wi-Fiサービスが提供されている。トイレは洋式化され、車いす対応の多機能タイプとなっている。着席定員は46名。なお、有料座席エリア内では必ず指定席券を購入の上着席する必要がある。一方、パーティションの外側であるドアおよびトイレ周辺は立席エリア（フリースペース）となっており、ここにいる限りは指定料金は発生しない。
2020年12月1日より2021年2月28日まで、試験的に1 - 3番の各席（12席分）を指定席として販売した。後に指定席の販売は拡大・延長され、2021年7月1日からは1 - 5番の各席（20席分）が指定席となった。その後、2022年3月12日のダイヤ改正より全席指定席となった。

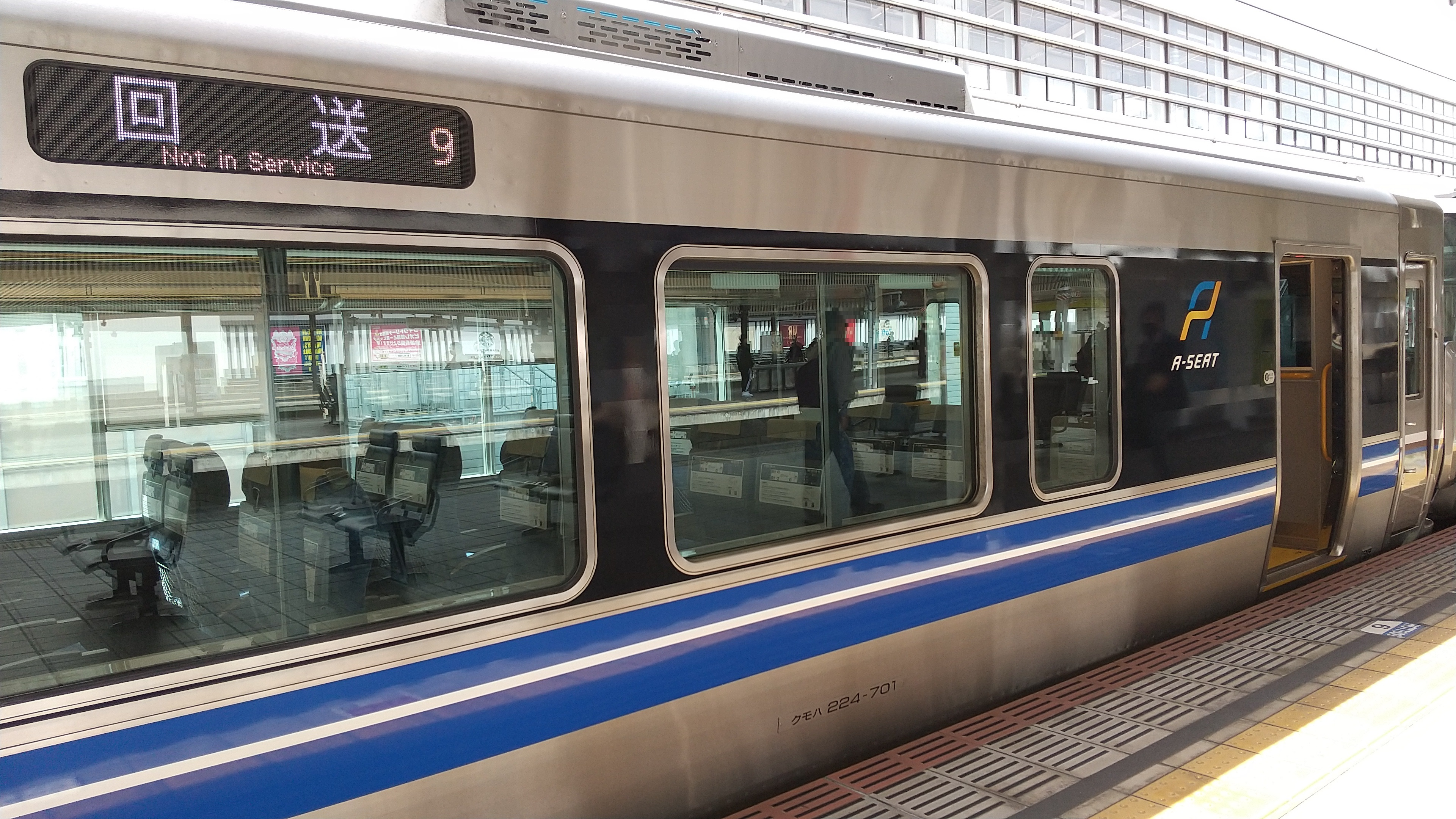
新造Aシート車両 クモハ224-701

2023年3月18日のダイヤ改正で、Aシート連結列車を6往復に増発した。増発に対応するため、「Aシート」車両の乗降扉を片開き2扉とした225系4次車（クモハ224-701・702を含む4両2編成）を新造し投入した。車内の変更点として、立席エリアへの介護者用座席（優先座席）1席の設置、大形つり手やフリーストップカーテンの採用、側出入口部床面の注意喚起色（黄色）化がある。

### 阪和線
国鉄時代の1972年（昭和47年）から1978年（昭和53年）まで、阪和線でも新快速が運行されていた。
1972年3月15日のダイヤ改正で天王寺駅 - 和歌山駅間に設定された。途中停車駅は鳳駅のみで、所要時間45 - 51分で阪和間を結んだ。最速列車の所要時間は前身の阪和電気鉄道が設定していた超特急以来のものである。日中の9時台から15時台に1時間間隔で運行していた。
車両は、それまで東海道・山陽本線の快速・新快速に使用していた113系が、このダイヤ改正で東海道・山陽本線に登場した153系「ブルーライナー」と同じ塗装（灰色9号地に青22号特帯）に変更して投入された。新造車両ではなかったものの阪和線では初めての冷房付きの車両で、いわゆる旧形国電中心で快速でも非冷房かつロングシートの103系だった阪和線の中では一際目立つ存在だった。円形に羽根を付けたデザインの専用ヘッドマークも新調の上装着された。そして1973年（昭和48年）9月20日に関西本線の湊町駅（現在のJR難波駅） - 奈良駅間が電化されると、関西本線快速用車両が当時の阪和線の車両配置区所であった鳳電車区所属となり、一部は阪和線と共通運用になったため、上記塗装とは帯色だけが異なるカラーリング（灰色9号地色に朱色3号帯色）の「春日塗り」の通称がある「関西快速色（春日色）」の113系も充当されるようになった。「ブルーライナー」に採用された塗装はその後も「阪和色」の通称で呼ばれ、2012年4月1日の団臨運転まで（定期運転は2011年12月上旬まで）使用された。
阪和電鉄以来の速達運転を実現した新快速だったが、元々阪和間の直通需要は京阪神間に比べると規模が小さく、利用は限られていたうえ、大阪側・和歌山側ともに市の中心部に近い所にターミナルを持つ南海本線に比べて国鉄阪和線は不利な面もあった。天王寺駅 - 和歌山駅間45分をもってしても、ターミナル駅と市の中心部との連絡では大阪では地下鉄、和歌山でもバスを利用しなければならないので、南海を利用するのと所要時間はあまり変わらなかったといわれる。このため鳳駅以南での利用率は低く、1977年（昭和52年）には和泉砂川駅と熊取駅を停車駅に追加し、所要時間は48 - 51分になった。それでも大きく利用状況は改善せず、紀勢本線が電化された1978年10月2日のダイヤ改正で快速に統合され、廃止となった。

## 名古屋地区（JR東海）

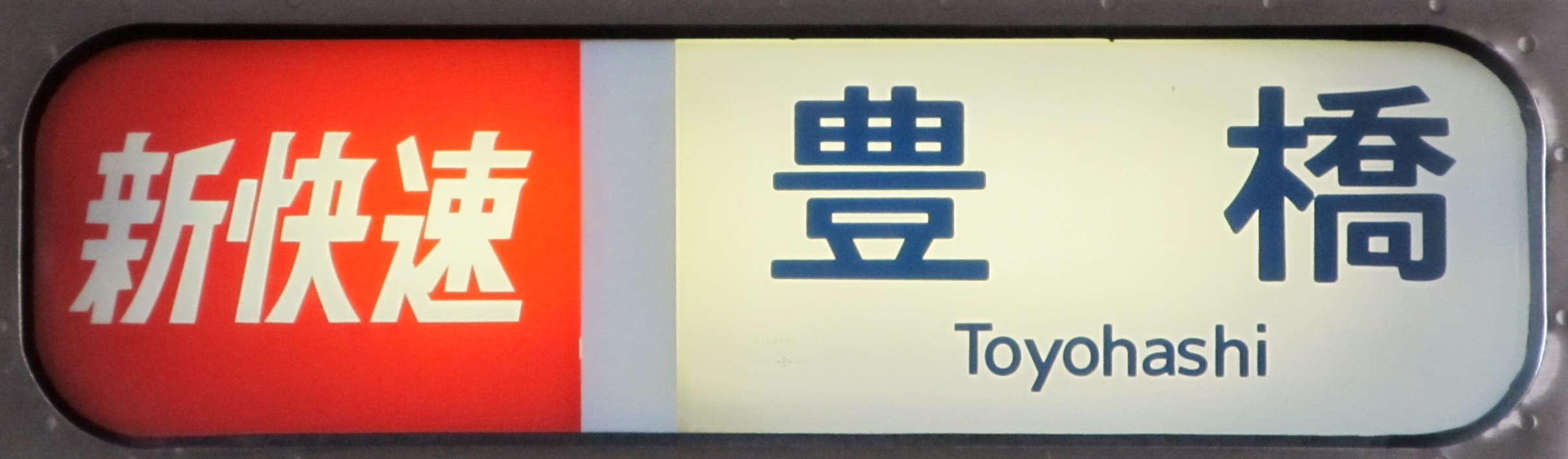
種別・行先表示（幕式）

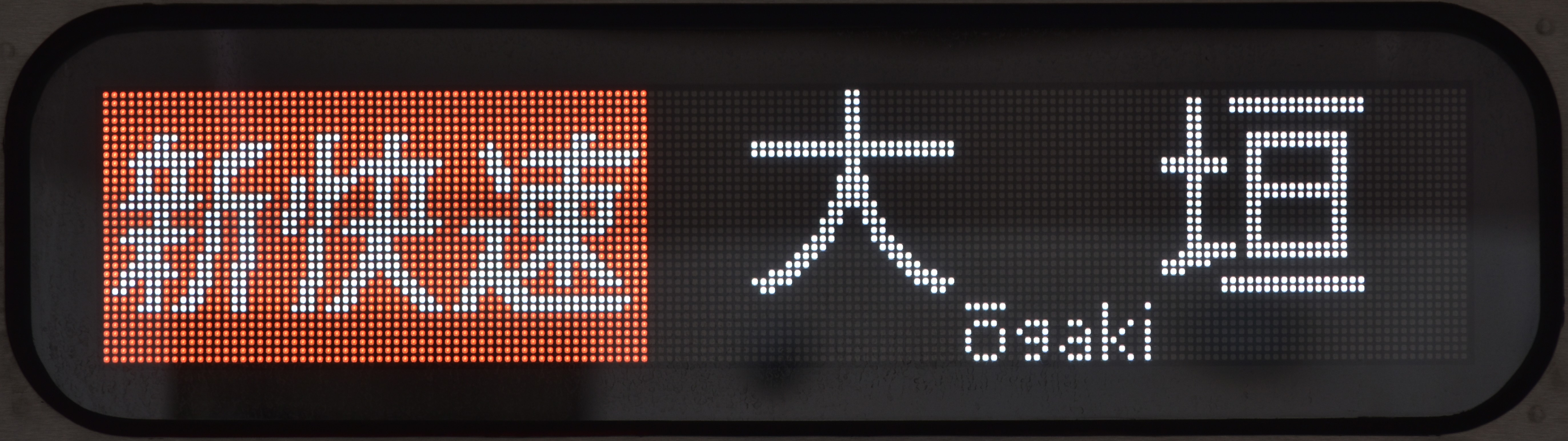
種別・行先表示（LED式）

### 概要
JR東海が東海道本線浜松駅 - 米原駅間に設定した快速列車の一種である。英語表記は "New Rapid (Train)"。同区間では他に「特別快速」と「快速」、そして「区間快速」という列車種別が存在しており、かつそれぞれに微妙な停車駅の違いがあるため、JR東海における「新快速」は単にそれらとを区分するための種別の一つとして存在している。なお、新快速と比較して、他の種別には以下の違いがある。
- 特別快速：大府駅を通過する。（新快速は大府駅に停車）
- 快速：共和駅にも停車。
- 区間快速：快速に加えて岡崎駅 - 豊橋駅間および武豊線内各駅停車。

これらの違いは、すべて金山以東の停車駅の違いによるものであり、金山以西での違いはない。ただし、1999年12月のダイヤ改正までは、穂積駅には快速は停車し新快速は通過するという違いがあった。また、2024年3月現在でも、一部の快速は平日のみ稲沢駅にも停車する。
2025年現在、全運行区間（浜松 - 米原駅間）を走破する新快速は設定されていない。同年3月15日のダイヤ改正以前まで下り列車に1本（土休日の浜松17:00発の米原行き）、2020年3月14日のダイヤ改正以前まで上り列車に1本（米原7:07発（8両編成、豊橋で後部4両切り離し）の浜松行き）運行されていた。

### 停車駅
基本的な停車駅は以下のとおり。なお = で示した駅間は互いに隣接しており、通過駅はない。
浜松駅 = 高塚駅 = 舞坂駅 = 弁天島駅 = 新居町駅 = 鷲津駅 = 新所原駅 = 二川駅 = 豊橋駅 - 〔三河大塚駅*〕 = 〔三河三谷駅〕 = 蒲郡駅 - 〔幸田駅〕 - 岡崎駅 - 安城駅 - 刈谷駅 - 大府駅 - （笠寺駅） = （熱田駅） = 金山駅 = （尾頭橋駅） = 名古屋駅 - 尾張一宮駅 - 岐阜駅 = 西岐阜駅 = 穂積駅 = 大垣駅 = 垂井駅 = 関ヶ原駅 = 柏原駅 = 近江長岡駅 = 醒ヶ井駅 = 米原駅
- 〔　〕内の駅は一部の列車のみ停車。*印は土休日のみ上りの3本が停車。
- （　）内の駅は特定日に一部臨時停車。
  - 笠寺駅：名古屋市総合体育館（日本ガイシホール）で大規模イベントがある場合、一部臨時停車。
  - 熱田駅：正月三が日に熱田神宮への初詣客のため、一部臨時停車。
  - 尾頭橋駅：中央競馬のGI競走開催日（日本ダービー・ジャパンカップ・有馬記念等）に、同駅が最寄りの場外馬券売場（ウインズ名古屋）へ向かう競馬ファンのため、一部臨時停車。
- 豊橋駅 - 岐阜駅間の基本停車駅は1960年代まで同区間で運行されていた急行の停車駅とほぼ同じである（当時は金山駅が無く、熱田駅に急行が停車していた）。

### 運行状況
- データイム（日中）
  - 快速と交互に15分間隔で運転されるのが基本である。おもに豊橋駅 - 大垣駅間に設定されている。原則として岐阜駅・名古屋駅・刈谷駅・岡崎駅（一部、蒲郡駅）で普通列車と緩急接続を行う。
  - 2006年9月30日までは上下とも日中も1時間に1本が浜松駅 - 大垣駅間で運行されていた。
- ラッシュ時（豊橋駅 - 名古屋駅）
  - 平日朝の豊橋方面から名古屋方面への下り列車は、特別快速との交互運転が基本であり、運転間隔は合わせて8分となるほか、一部に岡崎発着列車がある（土休日は非パターンダイヤで1時間約5本となり、岡崎発着列車はない）。また、夕方から夜にかけての豊橋方面行き上り列車は、特別快速との15分間隔の交互運転が基本となり、一部時間帯では運転間隔が短縮される。幸田駅・三河三谷駅のいずれかに停車（両方とも停車する列車もあり）する。21時台以降は、区間快速との交互運転となる。
- ラッシュ時（名古屋駅 - 大垣駅）
  - 朝の大垣方面から名古屋方面行きの上り列車は、20分に快速2本・新快速1本の体制で運転される。夕方の大垣方面行きは特別快速との15分間隔の交互運転が基本で、一部快速（金山駅 - 米原駅間の運転で稲沢駅にも追加停車）が加わり10分間隔となる時間帯もある。一部は米原駅まで直通する。

車両は313系と315系が用いられ、2006年（平成18年）10月1日のダイヤ改正からは313系5000番台が中心となっている。過去には、313系と311系との併結運転、311系や117系、211系を使用した列車設定もあった。117系は2008年（平成20年）3月15日の改正より平日朝の岡崎発着列車に限り復活した。
名古屋駅からの標準所要時間は、豊橋駅まで50分、大垣駅まで31分となっている。

### 歴史

#### 設定以前の状況

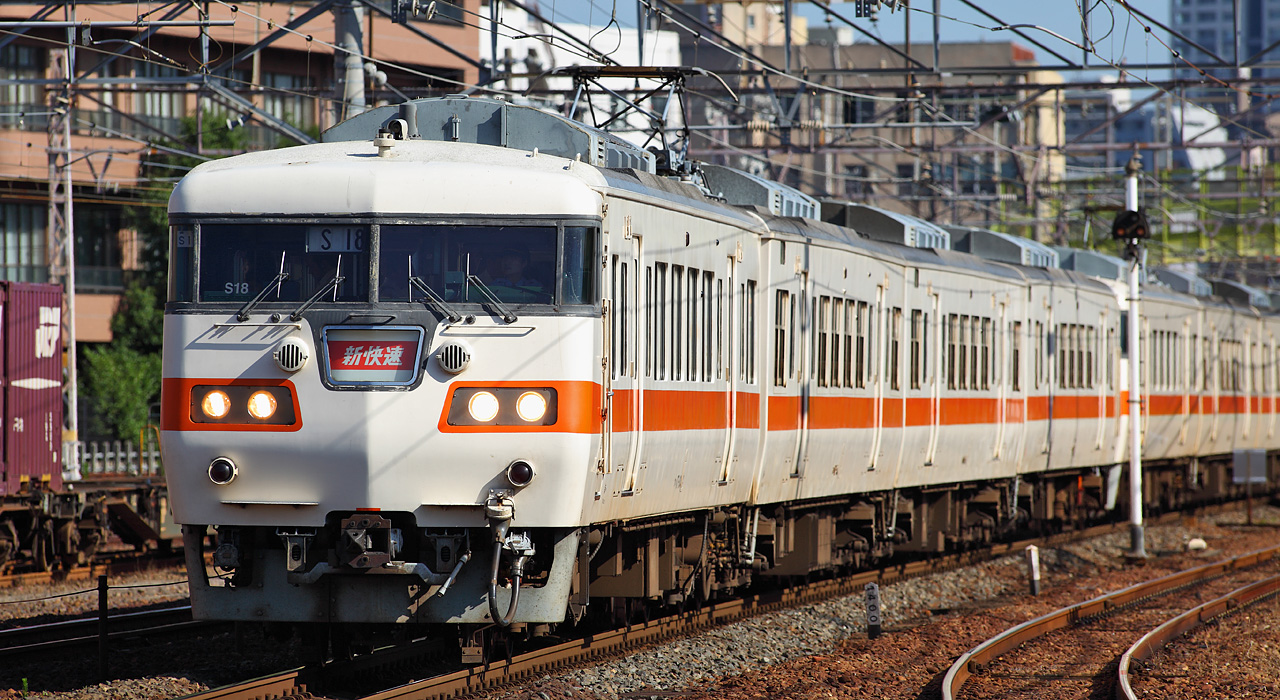
117系（2009年撮影）

国鉄末期までの東海道本線（豊橋駅 - 名古屋駅 - 大垣駅間）は日中1時間あたり快速1本・普通1本という貧弱な路線であった。1971年（昭和46年）に運転を開始した快速に使用していた153系（155系・159系含む）の取替にあたって、117系を1982年（昭和57年）に投入し「東海ライナー」と命名した。しかし、当時の普通列車は本数が少なく、米原・大垣と静岡・熱海・東京との直通運転が多かったために運転間隔も統一されていないなど、「使いやすいダイヤ」には程遠い状態であった。並行する当時の名鉄名古屋本線では、特急・高速・急行を合わせて毎時約7本が設定されており、国鉄の輸送実績はこれに遠く及ばないものであった。
JR化直前の1986年（昭和61年）11月に行われたダイヤ改正で、名古屋鉄道管理局は名古屋都市圏の普通列車の輸送改善を目玉とし、6両編成9本の117系を新製先頭車を加えて4両編成18本にするなど、豊橋 - 大垣間で快速列車と普通列車の大幅な増発の実施でフリークエンシーを向上させた。さらに翌春誕生したJR東海は、この区間を経営上東海道新幹線に次ぐ在来線の重要区間として位置付け、新型車両の投入と増発を重ねていくことになる。

#### フラッグシップとしての新快速時代

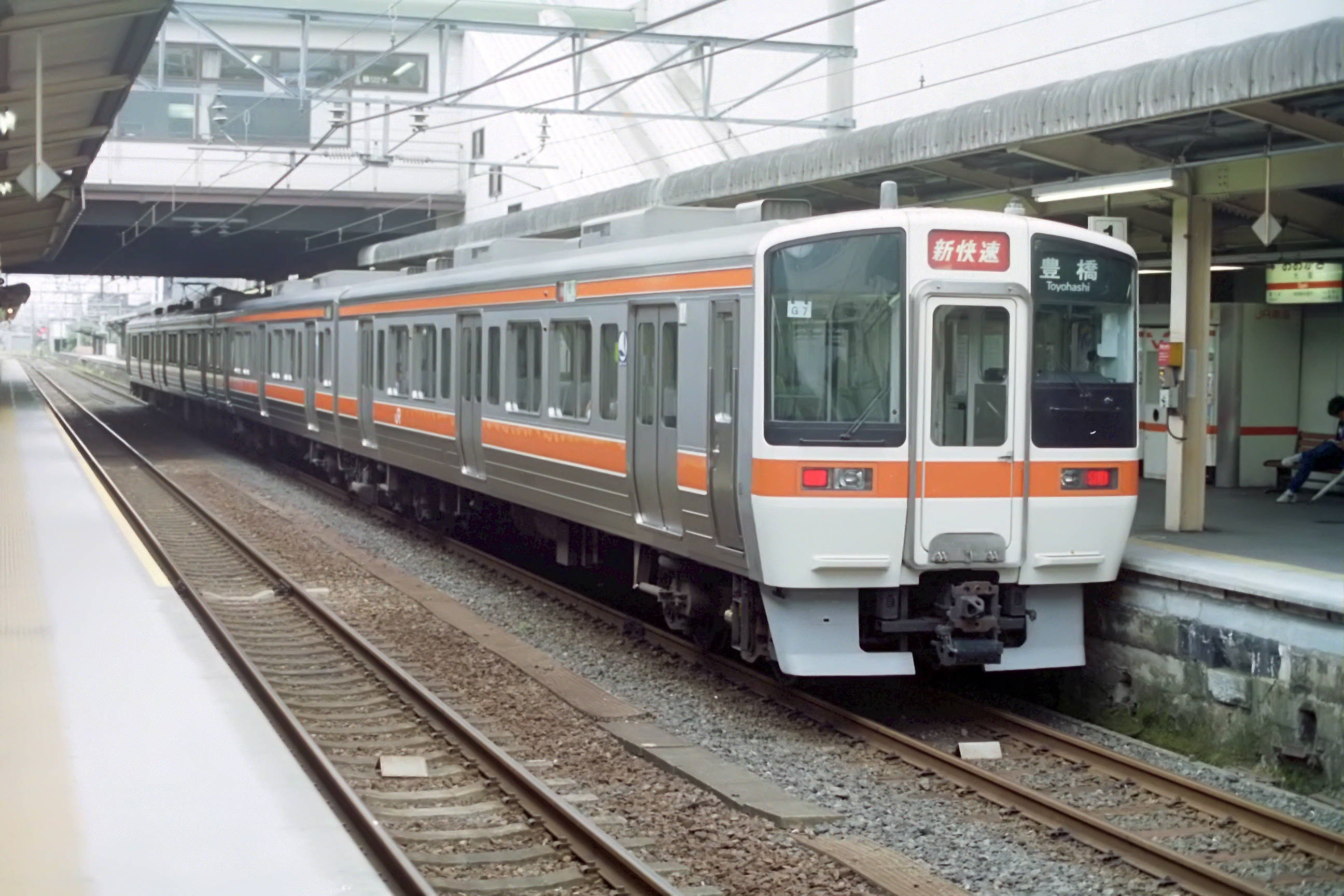
311系（1992年撮影）

1989年（平成元年）3月11日に新快速がはじめて設定された。運転区間は蒲郡駅 - 大垣駅間に限定され、また当時は岐阜駅 - 大垣駅間はノンストップであった。車両は当初117系が用いられ、最高速度は110 km/hであったが、同年7月に311系を新造、新快速に集中的に投入することにより、最高速度が120 km/hに引き上げられた。その後1年を経て、311系は増備が続けられ新快速の全列車に投入されるとともに、運転区間も豊橋 - 大垣間に拡大している。これにより「新快速=311系」「快速=117系」という棲み分けがなされ、120 km/h運転を行う新快速は快速に比べて特別なフラッグシップ的存在となっていた。一方、快速の運転区間は浜松駅 - 米原駅間となり、比較的長距離を走る列車も増えていった。
対する名古屋鉄道もJR同様に長距離利用の増加に対応するべく、1990年（平成2年）に座席指定券不要の高速を特急に格上げし、名古屋本線では一部特別車（指定席）の特急が登場した。さらに翌年には専用車両（一部特別車の1000・1200系「パノラマSuper」）を登場させ、知立駅、新安城駅通過の列車が増えていった。

#### 快速との性能統一・特別快速の設定
1999年（平成11年）に313系が登場し、311系に代わって新快速に投入され、同年12月4日の改正で日中の列車はすべて313系となった。最高速度は120km/hのままであるが、加速性能の向上により所要時間の短縮を実現している。また、朝方はこの改正時に同時に新設した特別快速にほとんどが変更された。この改正で日中の普通列車を大垣折り返しから岐阜折り返しに短縮したことに伴い、岐阜 - 大垣間の快速・新快速は各駅に停車するようになった。同時に幸田、三河三谷に停車する列車も夕方以降に新設された。この列車は夕方以降の快速を格上げした列車であり、ラッシュ時には米原や浜松方面へ直通する列車も増発された。
ここでの大きな変化は、快速にも313系が投入されたことにより、新快速と快速の性能統一がなされたことが挙げられる。全体の底上げを行うことで、旧来の「停車駅が少なく、スピードが速い」という新快速のフラッグシップ的な要素は消え、「停車駅が1駅少ない快速」の位置付けに変化した。同時に登場した特別快速も同様である。
313系の大量投入により、それまでの新快速運用に充当されていた311系は普通列車に用いられることとなった。ただし、ラッシュ時間帯には311系も用いられたほか、117系の新快速も再設定され、313系の新快速より所要時間に余裕を持ったダイヤで運行された。
そのほか、313系の投入により、朝夕に豊橋で2両を分割した飯田線への直通運転が行われ、豊川・新城方面からの通勤サービスが図られていた。飯田線直通の大半は特別快速であったが、一部は新快速の列車もあった。

#### 輸送力増強
2006年（平成18年）10月1日のダイヤ改正において、東海道本線の快速列車増強が実施された。新たに6両貫通編成の313系5000番台72両を投入し、昼間時においてはそれまでの4両編成から6両編成に編成を増強するとともに、朝夕のラッシュ時の増発および編成増強も行われている。一方で、飯田線への乗り入れは全廃されたほか、浜松駅発着の列車は大幅に削減された。
また、三河三谷および幸田駅については、これまで一部の快速・新快速で千鳥停車が行われてきたが、この改正で両駅に停車する新快速も設定された。一方で、両駅ともに停車する「快速」は設定されていないことから、「新快速」の位置付けはさらに曖昧なものとなり、「共和駅を通過する快速」との意味合いのみが残ったと言える。このほか、土休日においては、ラグーナテンボスへのアクセス改善として三河大塚停車の新快速（上りのみ）も設定された。
2008年（平成20年）3月15日の改正では、平日朝に岡崎発着の新快速が3本増発された。313系では車両運用に余裕がなく、117系での運転となっている。また、深夜にも増発が行われ、豊橋発下りの最終が22時56分となり名鉄特急の最終（22時45分発）より遅くなったほか、岡崎発の列車なども増発された。

#### 歴代の新快速用車両
JR東海で運行された車両を以下に記す。2025年現在は原則として大半が313系電車による運行である。
117系電車

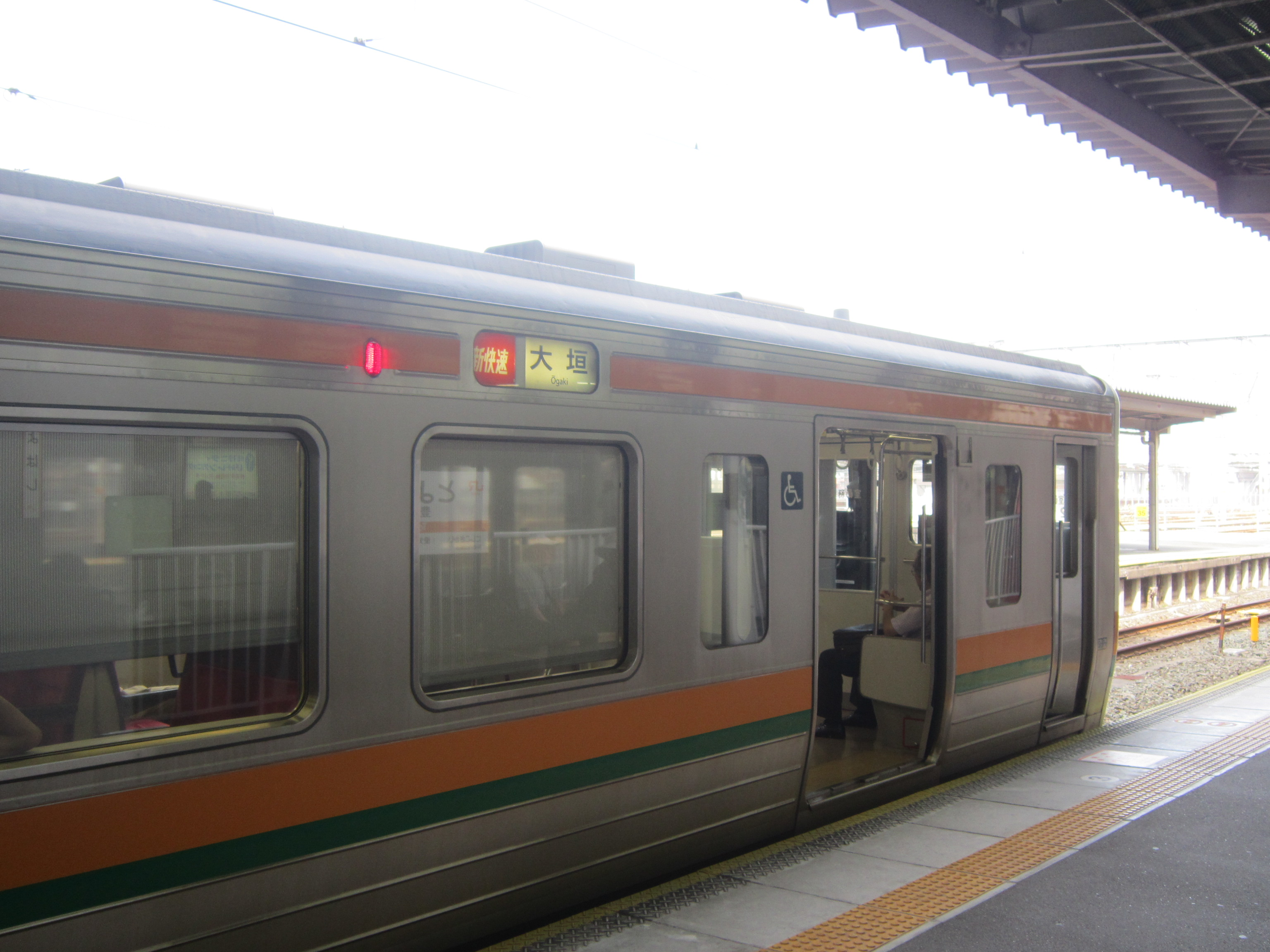
211系

営業最高速度110km/h。1989年3月から1990年まで用いられたが、その後311系電車に置き換えられて運用が消滅。1999年12月改正で夜の浜松発米原行き（2001年10月改正より夕方の豊橋発米原行き）1本のみ再設定されたが、2006年10月改正で設定が消滅。2008年3月改正で平日朝の岡崎発名古屋行き2本、米原発岡崎行き1本に使用。加えて2009年3月改正に夜の豊橋発大垣行き1本が設定された。2012年3月改正で2本（米原発岡崎行、岡崎発名古屋行）設定。名古屋地区の313系追加導入により2013年3月までに運用消滅。

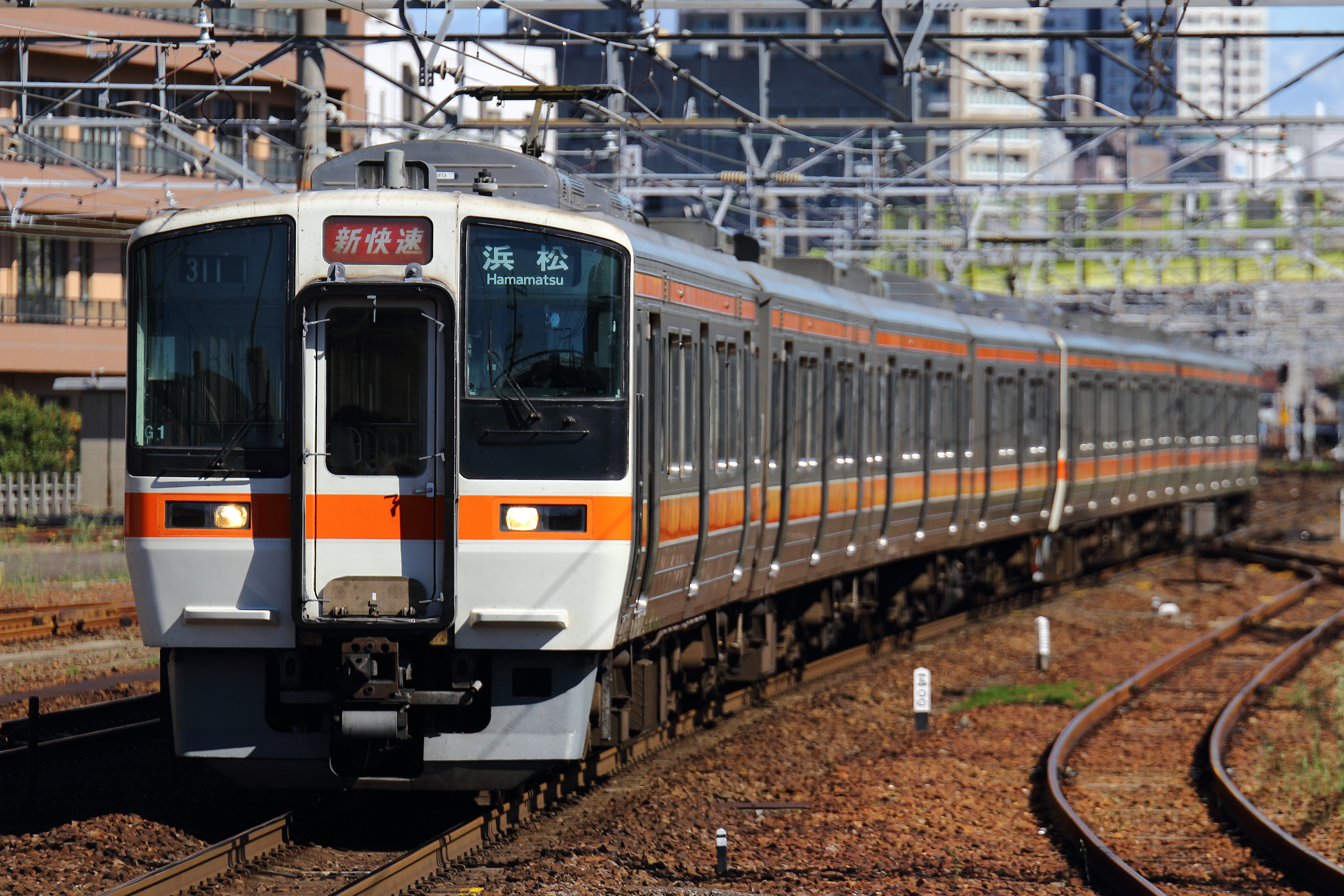
311系

211系電車（0番台）
営業最高速度110km/h。のちに120km/h対応に改造され、311系と共通の性能とされた。1990年まで新快速の運用に充当されていたが、117系同様311系化により運用消滅。その後、2003年10月改正で休日の夕方に大垣駅発豊橋行きが1本再度設定されたが、2006年10月改正でいったんは運用消滅し、その後の2011年3月改正で平日の朝に岡崎駅発名古屋行きが1本再度設定された。しかし、名古屋地区への313系増備車の導入により、2011年末までに運用消滅した。
311系電車 
営業最高速度120km/h。1989年7月より主力として運行されたが、1999年12月改正時に313系に置き換えられて日中の新快速運用がほぼ消滅し、主にラッシュ時のみの設定となった。その後、2006年10月改正時に313系の追加投入が行われたため、本形式による新快速の設定は一旦消滅したが、2008年3月15日改正より大垣車両区への出入庫および米原地区と浜松地区への送り込み回送を兼ねて、上下線共にラッシュ時間帯において新快速の運用が復活した。2016年から2020年までは、土休日の大垣発浜松行き（8両編成、豊橋で後部4両切り離し）を当系列が充当していた。2025年6月30日に315系と入れ替わる形で定期運用を終了した。
213系電車（5000番台）
番外扱い。2013年1月に代走運行を行った実績がある。
313系電車（0番台・300番台・5000番台）
営業最高速度120km/h。130km/h運転準備工事済みであるほか、311系に比べ加速性能が向上している。1999年より新快速の主力として運用され、2006年10月改正からは5000番台が投入。以降、ほぼ全列車が当系列で運用されるようになった。普通列車を中心に使用される1100番台（J編成）や飯田線等で使用されるワンマン運転対応の3000番台（R100編成）も運用される他、神領車両区から転属した1000番台（J編成）、1500番台（J150編成）による運用もあり、現在は1000番台や1500番台などのJ編成、J150編成による新快速も多い。

315系電車（3000番台）
311系が定期運用を終了した翌日の2025年7月1日より行路を引き継ぎ新快速運用を開始。神領車両区の4両編成の3000番台（C100編成）を2本連結した8両編成で運用。新快速で初めてとなる神領区所属編成およびオールロングシート車による定期運用となった。また、自動放送装置を搭載しており、本形式の運用開始と同時に新快速系統において車内自動放送を開始している(313系併結時にも対応)。

## バスにおける事例
岐阜乗合自動車（岐阜バス）では、路線バスの優等種別として「新快速」を設定しており、大洞団地線、大野忠節線、黒野線、岐阜高富線などの各方面で、平日通勤時間帯に運行されている。